# Széchenyi-díj
A Széchenyi-díj magyar állami kitüntetés, a Magyar Népköztársaság Állami Díja utódja, mely helyett 1990 óta szolgál a tudományos élet kiemelkedő képviselőinek elismerésére. Fokozatai: nagydíj és díj. A vele járó pénzdíj adómentes.

## A díj leírása
2000-től a Széchenyi-díj 89 milliméter magas bronzból készült, aranyozott, Széchenyi István alakját formázó kisplasztikai alkotás. A szobor talapzata 255 milliméter magas, 40 milliméter átmérőjű rézből készült henger, amelynek a szobrot tartó felső része aranyozott, az alsó – oklevéltartó – része ezüstözött. A kitüntetés mellé egy Széchenyi arcképét ábrázoló jelvényt is kap a kitüntetett.

## Fokozatai
- Díj
  - A díjjal járó jutalom összege a bérből és a fizetésből élők előző évi – a Központi Statisztikai Hivatal által számított – országos szintű nettó nominál átlagkereset hatszorosa (2013 előtt ötszöröse),[2] ötvenezer, illetőleg százezer forintra való felkerekítéssel. Ez 2006-ban 6,2 millió magyar forint, 2021-ben 19,3 millió forint volt.[3]
- Nagydíj
  - A nagydíjjal járó jutalom összege a díj összegének kétszerese.

## Javaslattétel és adományozás
A díj adományozását tulajdonképpen bárki kezdeményezheti azoknál, akiknek az adományozási szabályzatról készült 1996. évi kormányhatározat szerint minden év november 30-áig javaslattételi joguk van, így a kormány tagjainál, a már Kossuth-, Széchenyi- és Állami Díjjal rendelkezőknél, valamint a tudományos és művészeti élet területén működő országos köztestületeknél.
Ezt követően a beérkezett javaslatokat egy 25 tagú bizottság bírálja el: ez a Kossuth- és Széchenyi-díj-bizottság. A testületet a kormány hozza létre, elnöke a miniszterelnök, alelnöke a Miniszterelnöki Hivatalt (MeH) vezető miniszter, titkára pedig MeH közigazgatási államtitkára. 2006-ban a bizottság tagjai között volt többek között Glatz Ferenc történész, Seregi László táncművész, Almási Miklós esztéta, Enyedi György geográfus, Kovács András filmrendező, Ormos Mária történész valamint Szántay Csaba kémikus. A Kossuth- és Széchenyi-díj-bizottság munkáját albizottságok is segítik.
A bizottság a javaslatok értékelését követően készíti el ajánlását a kormánynak. A díjra javasolt személyekről a kormány dönt, majd az adományozásra előterjesztést tesz a köztársasági elnöknek. A díjat a Magyar Köztársaság elnöke – a miniszterelnök előterjesztésére – adományozza, és minden év március 15-én adja át az Országgyűlésben.

## A legutóbbi évek díjazottai

### 2025
Széchenyi-nagydíj: Maróth Miklós, Magyar Corvin-lánccal kitüntetett, Széchenyi-díjas magyar klasszika-filológus, orientalista, egyetemi tanár, a Magyar Tudományos Akadémia rendes tagja
Széchenyi-díj:
- Dr. Bárdosi Vilmos, nyelvész, professor emeritus
- Dr. Boros János Mihály, filozófus, professor emeritus
- Domokos Péter fizikus, kutató professzor, az MTA rendes tagja
- Dr. Duda György Ernő, virológus, egyetemi tanár
- Dr. Gyulyás Balázs orvos, neurobiológus, a HUN-REN elnöke
- Neményi Miklós gépészmérnök, professor emeritus
- Nyulászi László vegyészmérnök, egyetemi tanár
- Dr. Sipos Lajos, József Attila-díjas irodalomtörténész, professor emeritus
- Dr. Stumpf István, alkotmányjogász, politológus, egyetemi tanár
- Takaró Mihály, József Attila-díjas író, irodalomtörténész, tanár
- Dr. Varga Péter Pál gerincsebész, ortopéd szakorvos
- Dr. Varró András orvosbiológus, professor emeritus
- Dr. Vásáry István történész, orientalista, turkológus, diplomata
- Zettwittz Sándor gépészmérnök

### 2024
- Bihari Mihály jogász, a politikatudomány doktora, professor emeritus, az Alkotmánybíróság volt elnöke, a magyar politológia-oktatás megalapozásában vállalt kiemelkedő szerepe, valamint jelentős tudományos, oktatói és oktatásszervezői tevékenysége elismeréseként;
- Hermann Róbert történész, a Magyar Tudományos Akadémia doktora, egyetemi tanár, a nemzetközi történelemtudományt is gazdagító tudományos pályája, több évtizede példaadó szakmai megalapozottsággal és magas színvonalon végzett kutatói és oktatói tevékenysége elismeréseként;
- Józsa János Balázs vízépítő mérnök, a Magyar Tudományos Akadémia rendes tagja, rector emeritus, egyetemi tanár, a víztudomány területén elért, nemzetközileg is jelentős kutatási eredményei, valamint kiemelkedő oktatás- és tudományszervezői munkája, illetve a kutatói utánpótlás nevelésében folytatott iskolateremtő tevékenysége elismeréseként;
- Korinek László Dezső kriminológus, rendészettudós, a Magyar Tudományos Akadémia rendes tagja, professor emeritus, a rendészettudomány területén meghatározó jelentőségű szakmai munkája, példaadó oktatói és oktatásszervezői, illetve sokrétű társadalmi tevékenysége elismeréseként;
- Madas Edit irodalom- és művelődéstörténész, medievista, a Magyar Tudományos Akadémia rendes tagja, nyugalmazott egyetemi tanár, a kódexek történeti vizsgálata és katalogizálása, a korai magyar írásbeliség és a latinitás története terén is meghatározó eredményei, a szentek és a szentség hírében elhunytak élete mellett a prédikációirodalom terén is kiemelkedő kutatásai elismeréseként;
- Pávai István Martin György- és Szabolcsi Bence-díjas népzenekutató, a Magyar Művészeti Akadémia levelező tagja, a magyar hangszeres népzene kutatása terén végzett kiemelkedő munkája, a hagyományos népi kultúra megismertetését is szolgáló, példaértékű szakmai tevékenysége elismeréseként;
- Simon István biofizikus, a Magyar Tudományos Akadémia rendes tagja, kutató professor emeritus, a fehérjetudomány terén végzett, világszinten is nagyra értékelt kutatói tevékenysége, iskolateremtő oktatói és tudományos közéleti tevékenysége elismeréseként;
- Szabó Gábor fizikus, a Magyar Tudományos Akadémia rendes tagja, rector és professor emeritus, iskolateremtő lézerfizikai kutatásai, valamint a magyar felsőoktatás nemzetközi kapcsolatainak kiépítése és a tudományos együttműködések kialakítása terén is meghatározó tevékenysége elismeréseként;
- Tímár József patológus, az orvostudomány doktora, nyugalmazott egyetemi tanár, értékes tudományos pályafutása, különösen a daganatok áttétképzésének molekuláris alapjait feltáró kutatásai és az azokra alapozott új terápiák kifejlesztése terén egyedülálló szakmai tevékenysége elismeréseként;
- Zrínyi Miklós vegyész, a Magyar Tudományos Akadémia rendes tagja, professor emeritus, értékes tudományos pályafutása, a mágneses nanorészecskék által irányítható gélrendszerek tudományágának megteremtése, a polimergélek kutatásában elért eredményei, széles körű nemzetközi együttműködések kialakításával végzett kutatói, egyetemi oktatói és szakmai közéleti tevékenysége elismeréseként.

### 2023
- Dr. Anisits Ferenc gépészmérnök, nyugalmazott vezetőmérnök, címzetes egyetemi tanár a kimagasló magyar mérnöki teljesítmény egyik legjelesebb képviselőjeként a dízelmotorok fejlesztésében elért világszínvonalú eredményei, innovatív és sikeres mérnöki munkája elismeréseként.
- Dr. Gaál Botond teológus, matematika-fizika szakos tanár, nyugalmazott egyetemi tanár, a Magyar Tudományos Akadémia doktora több évtizedes oktatói és kutatói tevékenysége, a keresztyén gondolkodás és a modern természettudományok kapcsolatának református történeti és elméleti alapjának kidolgozása terén kiemelkedő szakmai munkája elismeréseként.
- Dr. Horváth László Tamás állatorvos, kutatóprofesszor, tanszékvezető egyetemi tanár nemzetközi szinten is jelentős neurológiai kutatásai, a magyar felsőoktatás nemzetközi kapcsolatainak kiépítése és a nemzetközi tudományos együttműködések kialakítása terén egyaránt kiemelkedő szakmai tevékenysége elismeréseként.
- Dr. Kahler Frigyes jogtörténész, kutató, nyugalmazott törvényszéki büntetőkollégium-vezető bíró számos történelmi korszakot és témakört felölelő, hiánypótló kutatásai és publikációi, generációk számára meghatározó oktatói és tudományos pályafutása elismeréseként.
- Kamarás Katalin fizikus, kutatóprofesszor, a Magyar Tudományos Akadémia rendes tagja az infravörös spektroszkópia szilárdtestfizikai alkalmazásainak fejlesztése és hazai meghonosítása érdekében végzett iskolateremtő tevékenysége elismeréseként.
- Kaptay György kohómérnök, tanszékvezető egyetemi tanár, a Magyar Tudományos Akadémia rendes tagja az anyagegyensúlyok, az elektrokémiai szintézis, a határfelületi jelenségek és a nanoanyagok tudományterületén elért eredményei, illetve kiváló oktatói és tudományos kutatói munkája, valamint értékes oktatás- és kutatásszervezői tevékenysége elismeréseként.
- Kocsis Károly geográfus, intézetigazgató egyetemi tanár, a Magyar Tudományos Akadémia rendes tagja a nemzetközileg is jelentős geográfiai-kartográfiai gyűjtemény, a Magyarország Nemzeti Atlaszának megalkotása és kiadása érdekében, illetve a társadalomföldrajz területén végzett, Kárpát-medencei szemléletű kutatói és oktatói tevékenysége elismeréseként.
- Marosi György János vegyészmérnök, egyetemi tanár, a Magyar Tudományos Akadémia levelező tagja a polimer kompozitok és gyógyszerrendszerek innovatív, biztonságos technológiáinak kifejlesztése és ipari bevezetése terén elért, nemzetközileg is kiemelkedő eredményei, valamint iskolateremtő kutatói-oktatói tevékenysége elismeréseként.
- Miklósi Ádám etológus, intézet- és tanszékvezető egyetemi tanár, a Magyar Tudományos Akadémia rendes tagja a kutyák viselkedésének és problémamegoldó képességének vizsgálatával elért, világviszonylatban is jelentős kutatási teljesítménye, a szociális robotok új generációját kialakító etorobotika megalapítása terén végzett kiemelkedő tevékenysége elismeréseként.
- Péntek János nyelvész, professor emeritus, a Magyar Tudományos Akadémia külső tagja a kisebbségben élő magyarság anyanyelvhasználatának kutatásában, illetve a népnyelv és a népi kultúra viszonyának vizsgálatában elért eredményei, valamint iskolateremtő oktatómunkája és példaértékű szociolingvisztikai, dialektológiai életműve elismeréseként.
- Dr. Raczky Pál régész, professor emeritus, egyetemi tanár a Kárpát-medence újkőkorának és rézkorának meghatározó kutatójaként végzett iskolateremtő tudományos eredményei, nemzetközileg is nagyra értékelt kutatói, oktatói és tudományszervezői pályája elismeréseként.
- Dr. Salma Imre légkörkémikus, egyetemi tanár, a Magyar Tudományos Akadémia doktora a légkörkémia és -fizika területén, különösen az aeroszol keletkezésének, kölcsönhatásainak, valamint környezeti, éghajlati és egészségügyi következményeinek feltárásában elért eredményei, jelentős kutatói és magas színvonalú oktatói munkája elismeréseként.
- Dr. Solymosi-Tari Emőke Szabolcsi Bence-díjas zenetörténész, egyetemi docens, a Magyar Művészeti Akadémia rendes tagja a zenetudományi kutatások és a zenepedagógia területén egyaránt jelentős eredményei, az általa szerkesztett és vezetett innovatív, a zene és a társművészetek magas színvonalú terjesztését szolgáló művészeti sorozatok tekintetében is kiemelkedő tevékenysége elismeréseként.
- Sperlágh Beáta neurofarmakológus, címzetes egyetemi tanár, a Magyar Tudományos Akadémia levelező tagja az agy energiaellátásáért felelős ATP molekula ideghálózatok közötti ingerületátviteli szerepének feltárása, illetve a magyar gyógyszerkutatás sikeres nemzetközi képviselete terén is kiemelkedő szakmai tevékenysége elismeréseként.
- Dr. Szuromi Szabolcs kánonjogász, tanszékvezető egyetemi tanár, a Magyar Tudományos Akadémia doktora a középkori egyházi irodalom és kánonjogtörténet területén végzett, világviszonylatban is kiemelkedő és elismert alapkutatásai, valamint az ezekhez kapcsolódó új tudományos módszerek és elméletek kidolgozása, bevezetése és nemzetközi szakmai szinten történő elfogadtatása terén végzett kiemelkedő szakmai munkája elismeréseként.

### 2022
A 2022-es díjazottak:
- Acsády László agykutató, a Magyar Tudományos Akadémia levelező tagja
- Bagdy György László neurofarmakológus, a Magyar Tudományos Akadémia doktora, egyetemi tanár
- Bányai Éva pszichológus, professor emeritus
- Bélyácz Iván közgazdász, a Magyar Tudományos Akadémia rendes tagja, professor emeritus
- Gósy Mária nyelvész, a nyelvtudomány doktora, egyetemi tanár
- Harsányi Gábor villamosmérnök, a Magyar Tudományos Akadémia doktora, egyetemi tanár
- Kaán Miklósné Keszler Borbála nyelvész, a Magyar Tudományos Akadémia doktora, professor emeritus
- Keserű György Miklós vegyészmérnök, gyógyszerkutató, a Magyar Tudományos Akadémia levelező tagja
- Kovács Melinda állatorvos, a Magyar Tudományos Akadémia rendes tagja, egyetemi tanár
- Lánczi András politológus, filozófus, egyetemi tanár
- M. Kiss Sándor történész, tudományos igazgató, professor emeritus
- S. Varga Pál irodalomtörténész, a Magyar Tudományos Akadémia rendes tagja, egyetemi tanár
- Szenti Tibor író, etnográfus
- Veress Gábor Batthyány-Strattmann László-díjas kardiológus, főigazgató főorvos, egyetemi tanár
- Vörös Győző ókorkutató, régész, egyiptológus, az építészettudományok doktora, a Magyar Művészeti Akadémia tiszteletbeli tagja, egyetemi tanár

### 2021
A 2021-es díjazottak:
Széchenyi-nagydíj: Dr. Dávid Katalin Szécehnyi-díjas művészettörténész, művészeti író, a Magyar Művészeti Akadémia rendes tagja Magyarország számára kivételesen értékes, példaértékű tudományos pályafutása során a hazai egyházi múzeumok és gyűjtemények megújításában vállalt kiemelkedő szerepe, különböző kultúrákon, illetve vallásokon átívelő, szakrális tárgyú művészettörténeti könyvei és esszéi, valamint Európa-szerte elismert tudományszervezői és kiállításrendezői munkája elismeréseként.
- Dr. Csanády László orvos-biológus, a Magyar Tudományos Akadémia doktora, a Semmelweis Egyetem Általános Orvostudományi Kara Biokémiai és Molekuláris Biológiai Intézetének igazgatója, Biokémia Tanszékének tanszékvezető egyetemi tanára Magyarország számára kivételesen értékes tudományos pályafutása során a Magyar Tudományos Akadémia Lendület programjának ösztöndíjas kutatójaként végzett kiemelkedő színvonalú munkája, valamint a sejtekben található ioncsatornák vizsgálata terén elért eredményei elismeréseként;
- Dr. Dunai László építőmérnök, a Magyar Tudományos Akadémia levelező tagja, a Budapesti Műszaki és Gazdaságtudományi Egyetem Építőmérnöki Karának dékánja, Hidak és Szerkezetek Tanszékének tanszékvezető egyetemi tanára Magyarország számára kivételesen értékes tudományos pályafutása során az acél- és öszvérszerkezetek méretezéselmélete, illetve tervezési metodikájának kidolgozása terén végzett, nemzetközileg is jelentős tevékenysége, valamint Budapest főváros történelmi hídjainak és acélszerkezeteinek felújításában vállalt kiemelkedő szerepe elismeréseként;
- Dr. Halmai Péter közgazdász, a Magyar Tudományos Akadémia levelező tagja, a Budapesti Műszaki és Gazdaságtudományi Egyetem Gazdaság- és Társadalomtudományi Kara Közgazdaságtan Tanszékének, valamint a Nemzeti Közszolgálati Egyetem Államtudományi és Nemzetközi Tanulmányok Kara Közpénzügyi Tanszékének egyetemi tanára Magyarország számára kivételesen értékes tudományos pályafutása során a nemzetközi, illetve az összehasonlító gazdaságtan, a makroökonómia, valamint az agrár-közgazdaságtan területén végzett kiemelkedő tudományos munkája, különösen az európai integráció makroökonómiai összefüggéseinek vizsgálatában elért eredményei elismeréseként;
- Dr. Karikó Katalin kutatóbiológus, biokémikus, az mRNS alapú vakcinák technológiájának szabadalmaztatója, a mainzi BioNTech alelnöke, a Pennsylvaniai Egyetem egyetemi docense Magyarország számára kivételesen értékes tudományos pályafutása során a gyógyszerkutatás és -gyártás területén elért, világszerte kiemelt jelentőségű eredményei, valamint a koronavírus-világjárvány leküzdéséhez az első, klinikailag is bizonyítottan hatásos ellenszer kidolgozásával hozzájáruló, korszakalkotó munkája elismeréseként;
- Dr. Kemény Lajos Ferenc Batthyány-Strattmann László-díjas orvos, a Magyar Tudományos Akadémia levelező tagja, a Szegedi Tudományegyetem Szent-Györgyi Albert Klinikai Központja Bőrgyógyászati és Allergológiai Klinikájának igazgatója, tanszékvezető egyetemi tanára Magyarország számára kivételesen értékes tudományos pályafutása során a bőr és a mikrobák közti kommunikációban központi szerepet játszó mechanizmusok feltárása, illetve a bőrbetegségek kezelésére szolgáló, új fényterápiás eljárások kidolgozása terén elért eredményei, valamint a bőrgyógyászat és a klinikai immunológia oktatásában végzett magas színvonalú munkája elismeréseként;
- Dr. Merkely Béla kardiológus, a Magyar Tudományos Akadémia doktora, a Semmelweis Egyetem rektora, az Általános Orvostudományi Kar Kardiológiai Tanszékének, valamint Sportorvostan Tanszékének tanszékvezető egyetemi tanára, a Városmajori Szív- és Érgyógyászati Klinika igazgatója Magyarország számára kivételesen értékes tudományos pályája során elért, nemzetközileg is nagyra értékelt kardiológiai kutatási eredményei, elhivatott oktatói munkája, valamint kiemelkedően eredményes intézményvezetői és szakmai közéleti tevékenysége elismeréseként;
- Dr. Mesterházy Ákos Ferenc agrármérnök, a Magyar Tudományos Akadémia rendes tagja, a szegedi Gabonakutató Nonprofit Kft. kutatóprofesszora, a korábbi Szent István Egyetem Mezőgazdaság- és Környezettudományi Kara Növényvédelmi Intézetének volt egyetemi magántanára Magyarország számára kivételesen értékes tudományos pályafutása során a növénypatológia és -nemesítés területén elért kiemelkedő, nemzetközi szinten is jelentős eredményei, valamint a búzában, illetve a kukoricában felhalmozódó mikotoxin méreganyag mennyiségének csökkentését célzó védekezési stratégia kidolgozójaként végzett kimagasló színvonalú munkája elismeréseként;
- Dr. Perczel András okleveles vegyész, a Magyar Tudományos Akadémia rendes tagja, az Eötvös Loránd Tudományegyetem Természettudományi Kar Kémiai Intézete Szerves Kémia Tanszékének tanszékvezető egyetemi tanára. Magyarország számára kivételesen értékes tudományos pályafutása során a fehérjekémia és a szerkezeti biológia területén elért, nemzetközileg is kiemelkedő eredményei, valamint iskolateremtő kutatói-oktatói tevékenysége elismeréseként;
- Dr. Poór Gyula Batthyány-Strattmann László-díjas orvos, a Magyar Tudományos Akadémia levelező tagja, az Országos Reumatológiai és Fizioterápiás Intézet, valamint az Országos Mozgásszervi Intézet főigazgató főorvosa, a Semmelweis Egyetem egyetemi tanára Magyarország számára kivételesen értékes tudományos pályafutása során a csontritkulás, illetve az ízületi gyulladások kutatása és gyógyítása terén elért rendkívüli eredményei, valamint a Nemzeti Osteoporosis Program kidolgozásában vállalt kimagasló szerepe elismeréseként;
- Dr. Prokopp Mária művészettörténész, az Eötvös Loránd Tudományegyetem professor emeritája Magyarország számára kivételesen értékes tudományos pályafutása során az egyetemes és a magyar művészettörténet területén folytatott kiemelkedő színvonalú munkája, mély hivatástudatát megfellebbezhetetlen szakmai tudással ötvöző, könyvek, publikációk és ismeretterjesztő előadások sorát felvonultató életműve elismeréseként;
- Dr. Szabó György fizikus, a Magyar Tudományos Akadémia doktora, az Eötvös Loránd Kutatási Hálózat Energiatudományi Kutatóközpontja Műszaki Fizikai és Anyagtudományi Intézetének tudományos tanácsadója Magyarország számára kivételesen értékes tudományos pályafutása során az evolúciós játékelméletek kidolgozásában, illetve társadalmi problémákra történő alkalmazásában, valamint a komplex rendszerekben önszerveződést eredményező kölcsönhatások azonosításában elért, világviszonylatban is kimagasló eredményei elismeréseként;
- Dr. Szakály Sándor történész, a Magyar Tudományos Akadémia doktora, a VERITAS Történetkutató Intézet és Levéltár főigazgatója, a Károli Gáspár Református Egyetem Bölcsészet- és Társadalomtudományi Kar Történettudományi Intézete Új- és Jelenkori Történeti Tanszékének egyetemi tanára Magyarország számára kivételesen értékes tudományos pályafutása során a történettudomány területén végzett több évtizedes, kiemelkedő jelentőségű kutatói munkája, különösen hazánk 1919 és 1945 közötti történelmi eseményeinek, illetve a korszak politika- és sporttörténetének kutatásában elért eredményei elismeréseként;
- Dr. Szovák Kornél Fraknói Vilmos-díjas klasszika-filológus, középkorkutató, a Magyar Tudományos Akadémia doktora, a Pázmány Péter Katolikus Egyetem Bölcsészet- és Társadalomtudományi Kar Történettudományi Intézete Medievisztika Tanszékének egyetemi docense Magyarország számára kivételesen értékes tudományos pályafutása során az ókori, illetve középkori magyar történelem írott forrásainak kutatása, feltárása és kiadása területén végzett értékőrző munkája, valamint a nemzetközi tudományos együttműködés keretében megvalósuló A magyarországi középkori latinság szótára című kötet elkészítésében vállalt kimagasló szerepe elismeréseként;
- Dr. Szöllősi János vegyész, a Magyar Tudományos Akadémia levelező tagja, a Debreceni Egyetem Általános Orvostudományi Kar Biofizikai és Sejtbiológiai Intézete Biofizikai Tanszékének egyetemi tanára Magyarország számára kivételesen értékes tudományos pályafutása során a sejtmembránon keresztül lejátszódó jelátviteli folyamatok modern biofizikai módszerekkel történő vizsgálata terén elért kutatási eredményei, valamint a biofizikai, illetve sejtbiológiai oktatásban végzett magas szintű munkája, továbbá kiemelkedő tudományszervezői tevékenysége elismeréseként.

### 2020
A 2020-as díjazottak:
- Berlász Melinda Szabolcsi Bence-díjas zenetörténész, a Magyar Művészeti Akadémia levelező tagja, a Magyar Tudományos Akadémia Bölcsészettudományi Kutatóközpontja Zenetudományi Intézetének nyugalmazott főmunkatársa részére Magyarország számára kivételesen értékes tudományos pályája során a 20. századi magyar zenetörténet területén folytatott hiánypótló kutatásai, valamint az emigrációba kényszerült, és emiatt kevésbé ismert hazai zeneszerzők, illetve előadóművészek életművének széles körű megismertetése érdekében végzett munkája elismeréseként;
- Bitter István Batthyány-Strattmann László-díjas pszichiáter, a Magyar Tudományos Akadémia doktora, a Semmelweis Egyetem professor emeritusa részére Magyarország számára kivételesen értékes tudományos pályája során a pszichofarmakológia területén végzett több évtizedes, nemzetközi szinten is nagyra becsült klinikai, kutatói és oktatói munkája, valamint a skizofrénia, a szorongásos betegségek és egyéb pszichiátriai zavarok kezelésében elért jelentős eredményei elismeréseként;
- Borhy László régész, ókortörténész, a Magyar Tudományos Akadémia rendes tagja, az Eötvös Loránd Tudományegyetem rektora, a Bölcsészettudományi Kar Régészettudományi Intézete Ókori Régészeti Tanszékének egyetemi tanára részére Magyarország számára kivételesen értékes tudományos pályája során a hazai és nemzetközi ókortudomány elismert szakértőjeként folytatott, főként az egykori római provinciák régészetével, illetve Pannónia történetével kapcsolatos jelentős kutatásai, valamint egyetemi oktatói és vezetői tevékenysége elismeréseként;
- Buday László orvos-biokémikus, a Magyar Tudományos Akadémia rendes tagja, a Természettudományi Kutatóközpont Enzimológiai Intézetének igazgatója, a Semmelweis Egyetem Általános Orvostudományi Kara Orvosi Vegytani, Molekuláris Biológiai és Patobiokémiai Intézetének egyetemi tanára részére Magyarország számára kivételesen értékes tudományos pályája során a sejtek közötti jelátviteli folyamatok vizsgálata területén elért kiemelkedő kutatási eredményei, valamint a biokémia, illetve molekuláris biológia oktatásában végzett magas szintű munkája, továbbá jelentős tudományos közéleti tevékenysége elismeréseként;
- Csiba László Mihály Batthyány-Strattmann László-díjas neurológus, a Magyar Tudományos Akadémia levelező tagja, a Magyar Neurológiai Társaság elnöke, a Debreceni Egyetem Klinikai Központ Általános Orvostudományi Kara Neurológiai Klinikájának egyetemi tanára részére Magyarország számára kivételesen értékes tudományos pályája során a szélütés diagnosztikája és gyógyítása területén elért rendkívüli eredményei, különösen a stroke legjobb gyógyszeres kezelési módszere, a vénás vérrögoldás használatának fellendítését elősegítő ellátási modell kidolgozásában betöltött kimagasló szerepe elismeréseként;
- Iglói Ferenc, a fizikai tudomány doktora, a Wigner Fizikai Kutatóközpont Szilárdtestfizikai és Optikai Intézetének tudományos tanácsadója, a Szegedi Tudományegyetem Természettudományi és Informatikai Kar Fizikai Intézete Elméleti Fizikai Tanszékének egyetemi tanára részére Magyarország számára kivételesen értékes tudományos pályája során a soktestrendszerek kollektív viselkedésének statisztikus fizikai vizsgálata terén elért nagy jelentőségű, nemzetközileg is széles körben elismert kutatási eredményei, valamint iskolateremtő tudományos munkája elismeréseként;
- Kiss Gy. Csaba, József Attila-díjas irodalomtörténész, a Magyar Tudományos Akadémia doktora, az Eötvös Loránd Tudományegyetem Bölcsészettudományi Kar Történeti Intézete Művelődéstörténeti Tanszékének címzetes egyetemi tanára részére Magyarország számára kivételesen értékes tudományos pályája során a közép-európai kultúra nemzetközileg is elismert kutatójaként elsősorban a magyar, lengyel, szlovák és horvát nép nemzeti szimbólumainak és mítoszainak összehasonlító vizsgálata terén elért tudományos eredményei elismeréseként;
- Pálfy Péter Pál matematikus, a Magyar Tudományos Akadémia rendes tagja, a Rényi Alfréd Matematikai Kutatóintézet kutatóprofesszora részére Magyarország számára kivételesen értékes tudományos pályája során az algebra, ezen belül a csoportelmélet és az univerzális algebra területén elért nagy hatású kutatási eredményei, valamint a magyar tudomány nemzetközi megbecsültségét erősítő, kiemelkedően eredményes intézményvezetői és tudományszervezői munkája elismeréseként;
- Simonyi Sándor gépészmérnök, a Budapesti Műszaki és Gazdaságtudományi Egyetem Ipari Professzora, a Debreceni Egyetem címzetes egyetemi tanára részére Magyarország számára kivételesen értékes tudományos pályája során végzett, a hazai gépjárműtechnika területén folytatott öt évtizedes, a gépjárműipar újjáéledéséhez is hozzájáruló, kiemelkedően eredményes kutató-fejlesztő, illetve innovációs tevékenysége elismeréseként;
- Szőnyi Tamás matematikus, a Magyar Tudományos Akadémia doktora, az Eötvös Loránd Tudományegyetem Természettudományi Kar Matematikai Intézete Számítógéptudományi Tanszékének egyetemi tanára részére Magyarország számára kivételesen értékes tudományos pályája során a véges geometriák témakörében folytatott, nemzetközileg is elismert, jelentős hatású kutatói, illetve példaértékű oktatói munkája, valamint széles körű szakmai közéleti szerepvállalása elismeréseként.
- Horváth Sándor építészmérnök és Pataky Rita építészmérnök, Magyarország számára kivételesen értékes, a hazai épületszerkezetek színvonalának emeléséhez jelentős mértékben hozzájáruló munkásságuk, az építészeti alkotások esztétikai értéke és a magas műszaki minőség közötti harmónia megteremtésén alapuló, számos emblematikus műemléképület rekonstrukcióját is magába foglaló szakmai tevékenységük elismeréseként a Széchenyi-díjat megosztva kapta.

### 2019
A 2019-es díjazottak:
- Barsi Balázs ferences szerzetes, a Sümegi Sarlós Boldogasszony Ferences Kegytemplom templomigazgatója részére kimagasló színvonalú hittudósi és nagy hatású tanári munkája, valamint a generációkat megérintő lelkiségi irodalmat gazdagító publikációs, illetve műfordítói tevékenysége elismeréseként;
- Borbola József kardiológus, egyetemi magántanár, a Gottsegen György Országos Kardiológiai Intézet főorvosa részére a szív elektrofiziológiai eltéréseinek és ritmuszavarainak kutatásában, gyógyításában, valamint innovatív kezelésének hazai meghonosításában betöltött szerepe elismeréseként;
- Buzás Edit Irén a Magyar Tudományos Akadémia doktora, a Semmelweis Egyetem Általános Orvostudományi Kara Genetikai, Sejt- és Immunbiológiai Intézetének Igazgatója, egyetemi tanára részére a sejtek közti kommunikációban központi szerepet játszó extracelluláris vezikulák szerkezetének és működésének vizsgálata terén elért kiemelkedő kutatási eredményei, valamint az immunológia oktatásában végzett magas szintű munkája elismeréseként;
- Csermely Péter, a Magyar Tudományos Akadémia levelező tagja, a Semmelweis Egyetem Általános Orvostudományi Kara Orvosi Vegytani, Molekuláris Biológiai és Patobiokémiai Intézetének egyetemi tanára részére a komplex rendszerek adaptációs, tanulási és döntéshozatali mechanizmusainak hálózatos vizsgálata területén elért iskolateremtő, a gyógyszerkutatásban is sikeresen alkalmazott eredményei, valamint a tudományos élet ifjú tehetségeinek felkutatása és pályájának egyengetése érdekében végzett, nemzetközileg is kiemelkedő tevékenysége elismeréseként;
- Fodor Pál történész, turkológus, a Magyar Tudományos Akadémia doktora, a Magyar Tudományos Akadémia Bölcsészettudományi Kutatóközpontjának főigazgatója részére az orientalisztika, azon belül főként a turkológia és a történettudomány területén végzett kiemelkedő jelentőségű kutatásai, valamint a magyar bölcsészettudomány nemzetközi megbecsültségét erősítő intézményvezetői és tudományszervezői tevékenysége elismeréseként;
- Kádár Béla, a Magyar Tudományos Akadémia rendes tagja, a Magyar Közgazdasági Társaság örökös tiszteletbeli elnöke részére a gazdaság- és iparfejlődés, illetve a nemzetközi kapcsolatok és az összehasonlító gazdaságpolitika területén végzett, főként a történelmileg megkésett modernizáció problémáival, valamint a gazdasági növekedési folyamatokkal kapcsolatos, jelentős nemzetközi visszhangot kiváltó kutatásai elismeréseként;
- Karádi István Péter, a Magyar Tudományos Akadémia levelező tagja, a Semmelweis Egyetem Általános Orvostudományi Kara III. számú Belgyógyászati Klinikájának egyetemi tanára részére a zsír- és szénhidrát-anyagcsere betegségek kutatása, valamint megelőzése és terápiája terén elért kiemelkedő eredményei, továbbá a belgyógyászat számos területét magába foglaló, iskolateremtő oktatói munkája elismeréseként;
- Kiss Jenő, a Magyar Tudományos Akadémia rendes tagja, az Eötvös Loránd Tudományegyetem Bölcsészettudományi Kar Magyar Nyelvtudományi és Finnugor Intézete Magyar Nyelvtörténeti, Szociolingvisztikai, Dialektológiai Tanszékének professor emeritusa részére a magyar nyelvtörténet, nyelvjárások és a szociolingvisztika területén folytatott kimagasló színvonalú kutatásai, valamint iskolateremtő oktatói és jelentős tudományszervező tevékenysége elismeréseként;
- Kiss L. László, a Magyar Tudományos Akadémia levelező tagja, a Magyar Tudományos Akadémia Csillagászati és Földtudományi Kutatóközpontjának főigazgatója részére a pulzáló csillagok, exobolygók és kis égitestek asztrofizikájában elért, világszerte elismert kiemelkedő eredményei, valamint a Piszkéstetői Obszervatórium műszerparkjának felújításában végzett munkája, továbbá nagy hatású oktatói és tudománynépszerűsítő tevékenysége elismeréseként;
- Kovács István József Attila-díjas és Babérkoszorú díjas költő, író, műfordító, történész, a Magyar Művészeti Akadémia rendes tagja, a krakkói Lengyel Tudományos Akadémia külföldi tagja részére a kortárs magyar irodalmat finom lélektani árnyaltságú prózájával és a mély gondolatiságot visszafogott iróniával ötvöző lírájával egyaránt gazdagító életműve, valamint a magyar-lengyel történelmi és kulturális kapcsolatok erősítését szolgáló kutatói, műfordítói tevékenysége elismeréseként;
- Kulin Ferenc József Attila-díjas irodalomtörténész, író, kritikus, szerkesztő részére a reformkori magyar irodalom és eszmetörténet területén elért kimagasló kutatási eredményei, a Mozgó Világ élén végzett nagy jelentőségű szerkesztői tevékenysége, valamint közéleti és oktatói pályája elismeréseként;
- Kurutzné Kovács Márta, a Magyar Tudományos Akadémia rendes tagja, a Budapesti Műszaki és Gazdaságtudományi Egyetem Építőmérnöki Kara Tartószerkezetek Mechanikája Tanszékének professor emeritája részére, a szerkezeti mechanika és a határterületi biomechanika területén, különösen az emberi gerinc kísérleti és numerikus biomechanikai vizsgálatában elért, nemzetközileg is figyelemre méltó tudományos eredményei, valamint mérnökgenerációk számára meghatározó, iskolateremtő oktatói tevékenysége elismeréseként;
- Pócs Éva, a Magyar Tudományos Akadémia doktora, a Pécsi Tudományegyetem Bölcsészettudományi Kar Társadalmi Kapcsolatok Intézete Néprajz-Kulturális Antropológia Tanszékének professor emeritája részére a szellemi néprajz és a magyar néphit kiemelkedő kutatójaként a közép- és délkelet-európai hiedelmek kölcsönhatásainak kutatásában elért eredményei, valamint a történelmi antropológia új, tudományközi kutatási területének létrehozásában vállalt jelentős szerepe elismeréseként;
- Rónyai Lajos, a Magyar Tudományos Akadémia rendes tagja, a Magyar Tudományos Akadémia Számítástechnikai és Automatizálási Kutatóintézetének kutatóprofesszora, a Budapesti Műszaki és Gazdaságtudományi Egyetem Természettudományi Kar Matematika Intézete Algebra Tanszékének egyetemi tanára részére a hazai számítástudomány klasszikus algebrai irányzatának megteremtésében betöltött kimagasló szerepe, a gyűrűelmélet, valamint a kommutatív algebra és az algebrai számelmélet algoritmikus kérdéseinek vizsgálatában elért eredményei elismeréseként;
- Sótonyi Péter Tamás, a Magyar Tudományos Akadémia doktora, az Állatorvostudományi Egyetem rektora részére kimagasló színvonalú kutatói és tudománypolitikai tevékenysége, a hazai állatorvosképzés megújításában betöltött szerepe, valamint az állatorvosi anatómia oktatását nemzetközileg is elismert oktatóprogramok készítésével új alapokra helyező, nagy hatású munkája elismeréseként;
- Vörös Attila, a Magyar Tudományos Akadémia rendes tagja, a Magyar Természettudományi Múzeum nyugalmazott főmuzeológusa részére a geológiai-paleontológiai tudományterület kimagasló kutatóegyéniségeként a közép-európai térség földtörténetének vizsgálatában elért, nemzetközi szinten is kiemelkedő tudományos eredményei elismeréseként.

### 2018
A 2018-as díjazottak:
- Dr. Bíró László Péter, a Magyar Tudományos Akadémia levelező tagja, az MTA Energiatudományi Kutatóközpont Műszaki Fizikai és Anyagtudományi Intézete Nanoszerkezetek Osztályának kutatóprofesszora részére a szén alapú nanoszerkezetek és nanoarchitektúrák kutatásában elért, széles körű nemzetközi elismerést kiváltó eredményei, a nanométeres skálájú anyagtudomány hazai meghonosításában játszott szerepe, valamint iskolateremtő oktatói tevékenysége elismeréseként;
- Dr. Bitskey István, a Magyar Tudományos Akadémia rendes tagja, a Debreceni Egyetem Bölcsészettudományi Kara Magyar Irodalom- és Kultúratudományi Intézetének professor emeritusa részére a régi magyar irodalom, a reneszánsz és a barokk korszak, valamint Pázmány Péter korának, illetve életművének bemutatása területén folytatott példaértékű, nemzetközileg is elismert tudományos kutatói-oktatói pályája, továbbá a debreceni irodalomtudományi képzés magas színvonalához hozzájáruló, széles körű oktatás- és tudományszervező tevékenysége elismeréseként;
- Dr. Czigány Tibor gépészmérnök, a Magyar Tudományos Akadémia levelező tagja, a Budapesti Műszaki és Gazdaságtudományi Egyetem Gépészmérnöki Karának dékánja, a Polimertechnika Tanszék egyetemi tanára, az MTA-BME Kompozittechnológiai Kutatócsoport vezetője részére a polimer kompozit anyagok fejlesztésében és a technológiák ipari gyakorlatba való bevezetésében elért kimagasló eredményei, valamint az oktatásban és a kutatói utánpótlás nevelésében végzett kiemelkedő munkája elismeréseként;
- Eckhardt Mária Erkel Ferenc- és Szabolcsi Bence-díjas zenetörténész, karnagy, a Liszt Ferenc Zeneművészeti Egyetem Liszt Ferenc Emlékmúzeum és Kutatóközpont nyugalmazott alapító igazgatója és volt tudományos igazgatója részérea magyar és nemzetközi Liszt-kutatás kiemelkedő egyéniségeként elért jelentős eredményei, valamint a zeneszerző életművének bemutatását, illetve népszerűsítését szolgáló kimagasló színvonalú intézményvezetői munkája elismeréseként;
- Dr. Felinger Attila, a Magyar Tudományos Akadémia levelező tagja, a Pécsi Tudományegyetem Természettudományi Kar Kémiai Intézete Analitikai és Környezeti Kémia Tanszékének tanszékvezető egyetemi tanára részére az analitikai kémia területén a kromatográfia mikroszkopikus modelljének kidolgozásával és számos anyagi rendszeren történő alkalmazásával elért, az elválasztástechnika elemi folyamatainak megértéséhez alapvető fontosságú, nemzetközileg is jelentős eredményei elismeréseként;
- Dr. Füredi Zoltán, a Magyar Tudományos Akadémia rendes tagja, a Magyar Tudományos Akadémia Rényi Alfréd Matematikai Kutatóintézetének kutatóprofesszora részére a magyar matematikatudomány egyik legkiválóbb és nemzetközileg is elismert kutatójaként a kombinatorika területén főként a gráfok és hipergráfok Turán-számának meghatározása kapcsán végzett sokrétű és eredményes kutatásai elismeréseként;
- Dr. Gránásy László fizikus, a Magyar Tudományos Akadémia doktora, az MTA Wigner Fizikai Kutatóközpontja Szilárdtest-fizikai és Optikai Intézetének tudományos tanácsadója részérea kristályosodási folyamatok térelméleti modelljének kidolgozása és alkalmazása terén elért, nemzetközileg is figyelemre méltó kutatási eredményei, valamint a számítógépes anyagtudomány magyarországi meghonosításában játszott szerepe elismeréseként;
- Dr. Hamza Gábor, a Magyar Tudományos Akadémia rendes tagja, az Eötvös Loránd Tudományegyetem Állam- és Jogtudományi Kara Római Jogi és Összehasonlító Jogtörténeti Tanszékének egyetemi tanára részére a római magánjog továbbélésének és a magánjog fejlődéstörténetének kutatásában elért kiemelkedő, világszerte elismert tudományos eredményei elismeréseként;
- Dr. Hoppál Mihály, a Magyar Tudományos Akadémia doktora, a Magyar Tudományos Akadémia Bölcsészettudományi Kutatóközpont Néprajztudományi Intézete Etnológiai Osztályának tudományos tanácsadója, az Európai Folklór Intézet alapítója és volt igazgatója részére a sámánizmus kultúrájának kutatásában elért, a magyar őstörténet feltárása szempontjából is kiemelten fontos eredményei, valamint a folklór szimbolikájának elemzése, az amerikai diaszpóra-magyarság életének vizsgálata, illetve az etnoszemiotika területén végzett jelentős tevékenysége elismeréseként;
- Dr. Hornok László, a Magyar Tudományos Akadémia rendes tagja, a Szent István Egyetem Mezőgazdaság- és Környezettudományi Kara Növényvédelmi Intézetének professor emeritusa részére az élelmiszer-biztonsági szempontból fontos toxintermelő gombák elleni védekezést megalapozó, nemzetközileg is kiemelkedő járványtani és stresszélettani kutatásai, valamint iskolateremtő oktatómunkája elismeréseként;
- Dr. Hunyady László, a Magyar Tudományos Akadémia rendes tagja, az Academia Europeae tagja, a Semmelweis Egyetem Általános Orvostudományi Karának dékánja, az Élettani Intézet igazgatója, egyetemi tanár részére a vérnyomás-szabályozásban központi szerepet játszó angiotenzin receptor és más G-fehérjéhez kapcsolt receptorok működésének vizsgálata terén folytatott kiemelkedő kísérleti endokrinológiai és receptorélettani kutatásai, valamint az általános orvosképzésben végzett magas szintű oktatói és vezetői tevékenysége elismeréseként;
- Dr. Kásler Miklós, a Magyar Tudományos Akadémia doktora, az Országos Onkológiai Intézet főigazgató főorvosa, az Európai Tudományos és Művészeti Akadémia rendes tagja részére a nemzetközi és hazai onkológiai ellátás korszerűsítését a világ számos területére kiterjesztő rákellenes akciók és fejlesztési programok kidolgozása és széles körű megvalósítása mellett az onkológus, illetve sugárterapeuta szakorvosképzés fejlesztésével is szolgáló, nagy hatású tevékenysége elismeréseként;
- Dr. Krisztin Tibor, a Magyar Tudományos Akadémia levelező tagja, a Szegedi Tudományegyetem Természettudományi és Informatikai Kar Bolyai Intézete Alkalmazott és Numerikus Matematika Tanszékének tanszékvezető egyetemi tanára részére szakterületén a késleltetett visszacsatolást modellező differenciálegyenletek globális attraktorának kidolgozásával nemzetközi viszonylatban is új utakat nyitó, kimagasló tudományos eredményei, valamint jelentős oktatói tevékenysége elismeréseként;
- Péceli Gábor, a Magyar Tudományos Akadémia rendes tagja, a Budapesti Műszaki és Gazdaságtudományi Egyetem Villamosmérnöki és Informatikai Kara Méréstechnika és Információs Rendszerek Tanszékének egyetemi tanára részére a méréselmélet és a kiberfizikai rendszerek területén elért, nemzetközi szinten is kiemelkedő tudományos kutatásai, valamint szakmai eredményeinek a hazai villamosmérnök- és informatikusképzésbe történő bevezetésével a magyar műszaki felsőoktatás palettáját gazdagító, iskolateremtő oktatói tevékenysége elismeréseként;
- Dr. Pósfai György, a Magyar Tudományos Akadémia doktora, a Magyar Tudományos Akadémia Szegedi Biológiai Kutatóközpontja Biokémiai Intézetének igazgatója, a Genommérnöki Kutatócsoport vezetője, tudományos tanácsadója részére a szintetikus biológia területén a mikroorganizmusok genetikai állományának egyszerűsítésére irányuló nemzetközileg is elismert kutatásai, valamint a molekuláris biológia eszköztárának bővítéséhez, a mikroorganizmusok genetikai anyagának feltérképezéséhez és tervezetten történő átalakításához hozzájáruló génszerkesztési eljárások kidolgozása során végzett munkája elismeréseként;
- Dr. Varga Zoltán Gábor, a biológiai tudomány Eötvös József-koszorús doktora, a Debreceni Egyetem Természettudományi és Technológiai Kar Biológiai és Ökológiai Intézete Evolúciós Állattani és Humánbiológiai Tanszékének professor emeritusa részére a molekuláris filogenetikai vizsgálatok hazai bevezetését és az eurázsiai hegyvidéki élővilág történetének kutatását is magába foglaló nagy jelentőségű tudományos munkája, valamint a hazai nemzeti parkok és védett területek zoológiái kutatása mellett a nemzetközi természetvédelmi ökológia területén is meghatározó tevékenysége elismeréseként.

### 2017
A 2017-es díjazottak:
- Ádám József geodéta, a Magyar Tudományos Akadémia rendes tagja, a Budapesti Műszaki és Gazdaságtudományi Egyetem Építőmérnöki Kara Általános és Felsőgeodézia Tanszékének egyetemi tanára, a Magyar Földmérési, Térképészeti és Távérzékelési Társaság elnöke, a Bajor Tudományos Akadémia Német Geodéziai Bizottságának levelező tagja
- Bogárdi Szabó István a Dunamelléki Református egyházkerület püspöke, a Magyarországi Református Egyház Zsinatának lelkészi elnöke, a Károli Gáspár Református Egyetem Hittudományi Karának egyetemi tanára, a Közép- és Kelet-európai Történelem és Társadalom Kutatásáért Közalapítvány Felügyelőbizottságának tagja
- Bollobás Béla matematikus, Fellow of the Royal Society, a Magyar Tudományos Akadémia külső tagja, a Lengyel Tudományos Akadémia külső tagja, a University of Cambridge professzora és a University of Memphis címzetes professzora
- Dóczi Tamás Péter orvos, idegsebész, a Magyar Tudományos Akadémia rendes tagja, a Pécsi Tudományegyetem Általános Orvostudományi Kara Idegsebészeti Klinikájának egyetemi tanára, az MTA-PTE Klinikai Idegtudományi Képalkotó Kutatócsoport vezetője
- Frei Zsolt asztrofizikus, a Magyar Tudományos Akadémia doktora, az Eötvös Loránd Tudományegyetem Természettudományi Kar Fizikai Intézete Atomfizikai Tanszékének tanszékvezető egyetemi tanára, az MTA-ELTE Lendület Asztrofizikai Kutatócsoportjának vezetője
- Hangody László ortopéd sebész, traumatológus, a Magyar Tudományos Akadémia levelező tagja, a Semmelweis Egyetem Általános Orvostudományi Kara Traumatológiai Tanszékének tanszékvezető egyetemi tanára, az Uzsoki Utcai Kórház Ortopéd Traumatológiai Osztályának osztályvezető főorvosa
- Kertész András Lajos nyelvész, a Magyar Tudományos Akadémia rendes tagja, a Debreceni Egyetem Bölcsészettudományi Kara Német Nyelvészeti Tanszékének egyetemi tanára, az Academia Europaea tagja
- Kósa László etnográfus, történész, a Magyar Tudományos Akadémia rendes tagja, az Eötvös Loránd Tudományegyetem Bölcsészettudományi Kar Történeti Intézete Művelődéstörténeti Tanszékének professor emeritusa
- Losonczi Ágnes a szociológiai tudomány doktora, a Magyar Tudományos Akadémia Társadalomtudományi Kutatóközpontja Szociológiai Intézetének nyugalmazott tudományos tanácsadója
- Némethi András matematikus, a Magyar Tudományos Akadémia doktora, az MTA Rényi Alfréd Matematikai Kutatóintézete Algebrai Geometria és Differenciáltopológia Osztályának vezetője, az Eötvös Loránd Tudományegyetem Természettudományi Kar Matematikai Intézete Geometriai Tanszékének egyetemi tanára
- Szathmáry Eörs biológus, a Magyar Tudományos Akadémia rendes tagja, az Eötvös Loránd Tudományegyetem Természettudományi Kar Biológiai Intézete Növényrendszertani Ökológiai és Elméleti Biológiai Tanszékének egyetemi tanára, a németországi Parmenides Center for the Conceptual Foundations of Science igazgatója, a müncheni Ludwig Maximilians Egyetem vendégprofesszora, az Academia Europaea tagja
- Tallián Tibor Erkel Ferenc-díjas zenetörténész, a Magyar Tudományos Akadémia levelező tagja, a Magyar Tudományos Akadémia Bölcsészettudományi Kutatóközpontja Zenetudományi Intézete és a Liszt Ferenc Zeneművészeti Egyetem professor emeritusa
- Tőkéczki László történész, az Eötvös Loránd Tudományegyetem Bölcsészettudományi Kar Történeti Intézete Művelődéstörténeti Tanszékének tanszékvezető egyetemi docense

Széchenyi-díj megosztva:
- Császár Attila Géza kémikus, a Magyar Tudományos Akadémia doktora, az Eötvös Loránd Tudományegyetem Természettudományi Kar Kémiai Intézete Fizikai Kémiai Tanszékének egyetemi tanára, az MTA-ELTE Komplex Kémiai Rendszerek Kutatócsoportjának vezetője
- Fogarasi Géza a kémiai tudomány doktora, az Eötvös Loránd Tudományegyetem Természettudományi Kar Kémiai Intézete Szervetlen Kémiai Tanszékének professor emeritusa
- Szalay Péter vegyész, a Magyar Tudományos Akadémia doktora, az Eötvös Loránd Tudományegyetem tudományos rektorhelyettese, az Eötvös Loránd Tudományegyetem Természettudományi Kar Kémiai Intézete Fizikai Kémiai Tanszékének egyetemi tanára.

### 2016
A 2016-os díjazottak:
- Bálint Csanád régész
- Balla György orvos
- Bárány Imre matematikus
- Erdő Péter bíboros
- Imre László irodalomtörténész
- Kapitány Ágnes szociológus
- Kapitány Gábor szociológus
- Maróth Miklós klasszika-filológus, orientalista
- Martonyi János jogász
- Monostori László villamosmérnök
- Oláh Edit genetikus, rákkutató
- Paksa Katalin népzenekutató
- Pósfai Mihály geológus
- Szakolczay Lajos irodalomtörténész, kritikus, szerkesztő
- Tél Tamás fizikus
- Tóth Miklós biológus
- Vörös József közgazdász

### 2015
A 2015-ös díjazottak:
- Bársony István villamosmérnök
- Frank András matematikus
- Hebling János fizikus
- Kollár László Péter építőmérnök
- Kovács L. Gábor orvos
- Ligeti Erzsébet orvos
- Márkus Béla irodalomtörténész
- Rácz Zoltán fizikus
- Rózsa Huba teológus
- Solti László állatorvos
- Szatmáry Zoltán fizikus
- Tellér Gyula szociológus
- Török László régész
- Tőkés Rudolf politológus

Megosztott Széchenyi-díjat kapott:
- Apáthy István villamosmérnök
- Balázs András villamosmérnök
- Bánfalvi Antal villamosmérnök

### 2014

#### Széchenyi-nagydíj
- John Lukacs, történészi pályafutásáért

#### Széchenyi-díj
- Balogh Balázs, Ybl Miklós-díjas építész
- Batta András, Erkel Ferenc-díjas zenetörténész
- Borsa Gedeon, könyvtörténeti munkásságáért
- Dékány Imre, kémikus, az MTA rendes tagja
- Farkas Győző, fizikus, az MTA doktora, az MTA Wigner Jenő Fizikai Kutatóközpont kutatóprofesszor emeritusa
- Honti László, a nyelvtudományok területén elért eredményeiért
- Kertész János, fizikus, az MTA rendes tagja
- Kotschy András, kutatói és tervezői munkájáért
- Mandl József, kutatóorvosi munkájáért
- Mravik László, művészettörténész
- Páles Zsolt, matematikus
- Pócs Tamás, a trópusi esőerdők kapcsán végzett kutatásaiért
- Roósz András, a magyar űranyagtudományban végzett munkájáért
- Schaff Zsuzsa, a vörösiszap-katasztrófával kapcsolatos kutatásaiért
- Schlett István, történész, politológus
- Schmidt Mária, történészi munkájáért
- Simonovits Miklós, matematikus, a Magyar Tudományos Akadémia rendes tagja
- Tamás Gábor, kimagasló tudományos munkásságáért
- Tusnády Gábor, matematikus, a Magyar Tudományos Akadémia rendes tagja

### 2013
- Dr. Andrásfalvy Bertalan, a Magyar Tudományos Akadémia doktora, néprajzkutató, a Pécsi Tudományegyetem professor emeritusa részére a magyar néprajztudomány egészét átfogó - a népi gazdálkodás szinte valamennyi ágát, a népköltészetet, a néprajzi csoportok együttélését, a néphagyomány jelentőségét és ápolását is érintő - nemzetközileg is számon tartott tudományos kutatásaiért, publikációiért, oktatói és közéleti tevékenysége elismeréseként;[15]
- Dr. Eősze László, a Magyar Művészeti Akadémia rendes tagja, a zenetudomány kandidátusa, Erkel Ferenc-díjas zenetörténész részére a magyar és a nemzetközi zenetudományt egyaránt gazdagító, az egyetemes operatörténetet, Kodály Zoltán és Liszt Ferenc munkásságát feldolgozó, forrásanyag-értékű munkásságáért, meghatározó jelentőségű, több évtizedes intézményvezetői tevékenysége, példaértékű életpályája elismeréseként;
- Fehér M. István, a Magyar Tudományos Akadémia levelező tagja, filozófia- és eszmetörténész, az Eötvös Loránd Tudományegyetem Bölcsészettudományi Kara Filozófiai Intézetének egyetemi tanára részére a Heidegger-kutatás és a filozófiai hermeneutika terén elért - határainkon túl is számon tartott - eredményeiért, több évtizedes hazai és nemzetközi tudományos, tudományszervezői és oktatói tevékenységéért, szakterületének fejlődéséhez való tevőleges hozzájárulásáért;
- Fülöp Ferenc, a Magyar Tudományos Akadémia levelező tagja, vegyész, a Szegedi Tudományegyetem Gyógyszerésztudományi Kara Gyógyszerkémiai Intézetének tanszékvezető egyetemi tanára részére a szintetikus szerves kémia, az innovatív gyógyszerkutatás terén, a következő nemzedék magasan kvalifikált szakembereinek utánpótlásában, a gyógyszerészképzésben, tudományos eredményeinek színvonalas publikálásában elért, világszerte nagyra becsült eredményeiért, rendkívül aktív tudományos közéleti tevékenysége elismeréseként;
- Dr. Halmos Béla, a Magyar Művészeti Akadémia levelező tagja, a zenetudomány kandidátusa, népzenekutató, előadóművész, a Liszt Ferenc Zeneművészeti Egyetem óraadó tanára részére népművészeti örökségünk ápolásáért, a népzeneoktatás megszervezésében való tevőleges részvételéért, a Táncház Archívum létrehozásáért, a hagyományok megőrzésében és továbbadásában meghatározó jelentőségű, a szellemi kulturális világörökség részét képező táncházmódszer megalkotásáért és elterjesztéséért, rendkívül sokrétű tevékenysége elismeréseként;
- Dr. Hegedűs István, a Magyar Tudományos Akadémia doktora, a Budapesti Műszaki és Gazdaságtudományi Egyetem Hidak és Szerkezetek Tanszékének professor emeritusa részére a vasbeton tartószerkezetek analízise, tervezése területén végzett négy és fél évtizedes oktatói, kutatói és publikációs munkásságáért, számos tervezett és megépült szerkezet független vizsgálatában végzett szakértői tevékenységéért, a szakember-utánpótlás neveléséért és szakmai közéleti tevékenysége elismeréseként;
- Dr. Kéri György, a Magyar Tudományos Akadémia doktora, biokémikus, a Semmelweis Egyetem Orvosi Vegytani, Molekuláris Biológiai és Pathobiokémiai Intézetének kutatóprofesszora részére a gyógyszerkutatás, azon belül elsősorban a jelátviteli terápia területén végzett igen eredményes, úttörő jelentőségű kutatómunkájáért, a peptidhormon-származékok, illetve az antitumor hatású kinázgátló hatóanyagok kutatása területén elért eredményeiért, valamint a TT232 jelű peptidszármazék mint tumorellenes gyógyszer-hatóanyag és egy új vezető molekulakereső technológia kifejlesztéséért;
- Kosztolányi György, a Magyar Tudományos Akadémia rendes tagja, orvos, a Pécsi Tudományegyetem Orvosi Genetikai és Gyermek-fejlődéstani Intézetének professor emeritusa részére a gyermekgyógyászat genetikai kérdései, a genetikailag sérült csecsemők, kisgyermekek kórfelismerése és gyógyítása terén végzett több évtizedes, nemzetközileg is számon tartott tudományos, kutatói és oktatói munkássága, szakmai közéleti tevékenysége elismeréseként;
- Dr. Kovács András, a Magyar Tudományos Akadémia doktora, szociológus, a Magyar Tudományos Akadémia Kisebbségkutató Intézetének tudományos tanácsadója, a Közép-európai Egyetem (CEU) egyetemi tanára részére a magyar zsidóság háború utáni társadalomtörténete, a kisebbségszociológia, a kisebbségek identitása terén végzett több évtizedes, nemzetközileg is nagyra becsült tudományos, kutatói és oktatói munkássága elismeréseként;
- Marosi Miklós, a Magyar Művészeti Akadémia rendes tagja, Ybl Miklós-díjas építész, a KÖZTI Zrt. főépítésze részére a középület-tervezés széles skálájára - különösen a kórháztervezésre - kiterjedő, újító jellegű funkcionális és szerkezeti megoldásaival, valamint a részletek pontos kimunkálásával példaként szolgáló gazdag életművéért, szakmai-közéleti tevékenysége elismeréseként;
- Mezei Ferenc, a Magyar Tudományos Akadémia rendes tagja, fizikus, a Magyar Tudományos Akadémia Wigner Jenő Fizikai Kutatóközpontjának tudományos tanácsadója részére a neutronkutatásban elért, nemzetközileg kimagasló eredményeiért és a magyar ipar által nagy értékben exportált neutronoptikai berendezések kifejlesztéséért, nemzetközileg is nagyra becsült tudományos munkássága elismeréseként;
- Paládi-Kovács Attila, a Magyar Tudományos Akadémia rendes tagja, etnográfus, a Magyar Tudományos Akadémia Bölcsészettudományi Kutatóközpontja Néprajztudományi Intézetének professor emeritusa részére a magyar néprajztudomány területén végzett iskolateremtő munkásságáért, tudományszervező tevékenységéért, a Magyar néprajz nyolc kötetben című kézikönyv szerkesztőbizottsági elnökeként végzett munkájáért, nemzetközi szinten is kiemelkedő, szintézisteremtő eredményeiért;
- Dr. Perner Ferenc, a Magyar Tudományos Akadémia doktora, állami díjas orvos, a Semmelweis Egyetem Általános Orvostudományi Kara Transzplantációs és Sebészeti Klinikájának professor emeritusa részére több mint négy évtizedes iskolateremtő munkásságáért, az úttörő jelentőségű hazai szervátültetési program megvalósításáért, speciális sebészi - többek között máj-, endokrin, colorectális és vesetumor-sebészetet érintő - profilok kialakításáért, új műtéti eljárások alkalmazásáért, a sebészutánpótlás nevelése érdekében végzett oktatói tevékenysége, példaértékű életpályája elismeréseként;
- Pintz János, a Magyar Tudományos Akadémia rendes tagja, matematikus, a Magyar Tudományos Akadémia Rényi Alfréd Matematikai Kutatóintézetének kutatóprofesszora részére a prímszámok elméletében, különösen az ikerprím-sejtés és a Goldbach-sejtés megoldása irányában elért, világviszonylatban is nagyra becsült eredményeiért, tudományos közéleti tevékenysége elismeréseként;
- Dr. Varga Csaba, a Magyar Tudományos Akadémia doktora, jogász, jogfilozófus, az Eötvös Loránd Tudományegyetem professor emeritusa részére a jogelmélet valamennyi területét felölelő, nemzetközileg is számon tartott több évtizedes tudományos, kutatói munkássága, eredményes oktatói, közéleti tevékenysége, példaértékű életpályája elismeréseként.

A Széchenyi-díjat megosztva kapta
- Dr. Oszlányi Gábor, a Magyar Tudományos Akadémia doktora, a Magyar Tudományos Akadémia Wigner Fizikai Kutatóközpontja Szilárdtestfizikai és Optikai Intézetének tudományos tanácsadója és
- Dr. Sütő András, a Magyar Tudományos Akadémia doktora, a Magyar Tudományos Akadémia Wigner Fizikai Kutatóközpontja Szilárdtestfizikai és Optikai Intézetének fizikusa a krisztallográfiai fázisprobléma megoldására alkalmas, világszerte alkalmazott új eljárás kidolgozásáért, tudományos eredményeik elismeréseként.

### 2012

#### Széchenyi-nagydíj
- Vizi E. Szilveszter orvos, kutatóprofesszor, a Magyar Tudományos Akadémia rendes tagja[16]

#### Széchenyi-díj
- Arató Péter, a Magyar Tudományos Akadémia rendes tagja, a Budapesti Műszaki és Gazdaságtudományi Egyetem Villamosmérnöki és Informatikai Kara Irányítástechnika és Informatika Tanszékének tanszékvezető egyetemi tanára
- Barnabás Beáta, a Magyar Tudományos Akadémia levelező tagja, a Magyar Tudományos Akadémia Agrártudományi Kutatóközpont Mezőgazdasági Intézetének tudományos osztályvezetője
- Fritz József, a Magyar Tudományos Akadémia rendes tagja, a Budapesti Műszaki és Gazdaságtudományi Egyetem Természettudományi Karának egyetemi tanára
- Gonda János zongoraművész, zenetörténész
- Harmathy Attila, a Magyar Tudományos Akadémia rendes tagja, volt alkotmánybíró, az Eötvös Loránd Tudományegyetem professor emeritusa
- Horváth Dezső, a Magyar Tudományos Akadémia doktora, a Magyar Tudományos Akadémia Wigner Fizikai Kutatóközpont Részecske- és Magfizikai Intézete Nagyenergiás Fizikai Osztályának vezetője
- Kollár László, a Magyar Tudományos Akadémia doktora, a Pécsi Tudományegyetem Természettudományi Kara Kémiai Intézetének egyetemi tanára
- Kondorosi Éva, a Magyar Tudományos Akadémia levelező tagja, a Növénygenomikai, Humán Biotechnológiai és Bioenergiai Intézet igazgatója
- Kulcsár Szabó Ernő, a Magyar Tudományos Akadémia rendes tagja, irodalomtörténész, egyetemi tanár
- Miskolczy Ambrus, a történelemtudomány doktora, az Eötvös Loránd Tudományegyetem Bölcsészettudományi Kara Román Filológiai Tanszékének tanszékvezető egyetemi tanára
- Nusser Zoltán, a Magyar Tudományos Akadémia levelező tagja, a Magyar Tudományos Akadémia Kísérleti Orvostudományi Kutatóintézete Celluláris Idegélettan Laboratóriumának csoportvezető kutatója
- Dr. Rihmer Zoltán pszichiáter, neurológus szakorvos, a Semmelweis Egyetem Klinikai és Kutatási Mentálhigiénés Osztályának tudományos igazgatója, címzetes egyetemi tanár
- Róna-Tas András nyelvész, orientalista, a Magyar Tudományos Akadémia rendes tagja, professor emeritus
- Rosivall László, a Magyar Tudományos Akadémia doktora, a Semmelweis Egyetem Általános Orvostudományi Kara Kórélettani Intézetének igazgatója, egyetemi tanár
- Szemerédi Endre, a Magyar Tudományos Akadémia rendes tagja, a Magyar Tudományos Akadémia Rényi Alfréd Matematikai Kutatóintézetének kutatóprofesszora
- Vécsei László, a Magyar Tudományos Akadémia rendes tagja, a Szegedi Tudományegyetem Általános Orvostudományi Karának dékánja, a Neurológiai Klinika orvosa
- Zalai Ernő, a Magyar Tudományos Akadémia rendes tagja, a Budapesti Corvinus Egyetem Matematikai Közgazdaságtan és Gazdaságelemzés Tanszékének tanszékvezető egyetemi tanára

### 2011

#### Széchenyi-nagydíj
- Oláh György Nobel-díjas kémikus[17]

#### Széchenyi-díj
- Csíkszentmihályi Mihály pszichológus, egyetemi tanár, a Magyar Tudományos Akadémia külső tagja (később veszi át)
- É. Kiss Katalin nyelvész, egyetemi tanár
- Erdei Anna immunbiológus, a Magyar Tudományos Akadémia rendes tagja, az Eötvös Loránd Tudományegyetem Immunológiai Tanszék tanszékvezető egyetemi tanára
- Inzelt György, a kémiatudományok doktora, az Eötvös Loránd Tudományegyetem Kémiai Intézet Elektrokémiai és Elektroanalitikai Laboratórium vezetője, egyetemi tanár
- Istvánfi Gyula, a műszaki tudomány kandidátusa, Ybl Miklós-díjas és Forster Gyula-díjas építészmérnök, professor emeritus
- Kun Miklós, a történettudomány kandidátusa, a Károli Gáspár Református Egyetem Kremlinológiai Intézet intézetvezető egyetemi tanára
- Lénárd László neurobiológus, a Magyar Tudományos Akadémia rendes tagja, a Pécsi Tudományegyetem Általános Orvostudományi Kar Élettani Intézet egyetemi tanára, a Magyar Tudományos Akadémia Idegélettani Kutatócsoport vezetője
- Makara B. Gábor neuroendokrinológus, a Magyar Tudományos Akadémia rendes tagja, a Magyar Tudományos Akadémia Kísérleti Orvostudományi Kutatóintézet kutatóprofesszora
- Monok István, az irodalomtudomány kandidátusa, irodalom- és művelődéstörténész, könyvtáros, egyetemi docens
- Pósa Lajos matematikus, a Magyar Tudományos Akadémia Rényi Alfréd Matematikai Kutatóintézet munkatársa
- Sólyom Jenő fizikus, a Magyar Tudományos Akadémia rendes tagja, Állami díjas fizikus, a Magyar Tudományos Akadémia Szilárdtestfizikai és Optikai Kutatóintézete kutatóprofesszora
- Stépán Gábor gépészmérnök, a Magyar Tudományos Akadémia rendes tagja, a Budapesti Műszaki és Gazdaságtudományi Egyetem Gépészmérnöki Kar tanszékvezető egyetemi tanára, dékán
- Szabó Miklós történész, a Magyar Tudományos Akadémia rendes tagja, az Eötvös Loránd Tudományegyetem Régészettudományi Intézet kutatóprofesszora, egyetemi tanár
- Szörényi László irodalomtörténész, a Magyar Tudományos Akadémia doktora, József Attila-díjas irodalomtörténész, a Magyar Tudományos Akadémia Irodalomtudományi Intézete igazgatója

### 2010
A 2010-es díjazottak:
- Arnóth Lajos Ybl Miklós-díjas építészmérnök, a Budapesti Műszaki és Gazdaságtudományi Egyetem címzetes egyetemi tanára, az Építész Mester Egylet Mesteriskola vezetője
- Dr. Augusztinovics Mária közgazdász, az MTA doktora
- Dr. Ádám Veronika orvos, biokémikus, az MTA rendes tagja, a Semmelweis Egyetem Általános Orvosi Kar Orvosi Biokémiai Intézet igazgatója, egyetemi tanár
- Dr. Bojtár Endre József Attila-díjas irodalomtörténész, műfordító, az irodalomtudomány doktora, az MTA Irodalomtudományi Intézete osztályvezetője
- Dr. Csáki Csaba agrár-közgazdász, az MTA rendes tagja, a Budapesti Corvinus Egyetem Gazdálkodástudományi Kar tanszékvezető egyetemi tanára
- Dr. Friedler Ferenc informatikus, a kémiai tudomány doktora, a Pannon Egyetem Műszaki Informatikai Kar dékánja, egyetemi tanár
- Dr. Ginsztler János kalorikus gépészmérnök, hegesztő szakmérnök, az MTA rendes tagja, a Budapesti Műszaki és Gazdaságtudományi Egyetem Anyagtudomány és Technológia Tanszék egyetemi tanára, MTA-BME Fémtechnológiai Kutatócsoport vezetője
- Dr. Horvai György kémikus, az MTA levelező tagja, a Budapesti Műszaki és Gazdaságtudományi Egyetem Szervetlen és Analitikai Kémiai Tanszék tanszékvezető egyetemi tanára
- Dr. Komlós Katalin Erkel Ferenc-díjas zenetörténész, a zenetudomány doktora, a Liszt Ferenc Zeneművészeti Egyetem egyetemi tanára
- Dr. Koppány Tibor Ybl Miklós-díjas építészmérnök, a Budapesti Műszaki és Gazdaságtudományi Egyetem címzetes egyetemi docense
- Dr. Mihály György fizikus, az MTA rendes tagja, a Budapesti Műszaki és Gazdaságtudományi Egyetem Fizikai Intézete tanszékvezető egyetemi tanára
- Dr. Németh Tamás agrokémikus, az MTA rendes tagja, az MTA főtitkára
- Dr. Passuth Krisztina művészettörténész, a művészettörténeti tudomány doktora
- Dr. Pléh Csaba pszichológus, az MTA rendes tagja, a Budapesti Műszaki és Gazdaságtudományi Egyetem Gazdaság- és Társadalomtudományi Kar megbízott tanszékvezető egyetemi tanára
- Pór Péter irodalomtörténész
- Rainer M. János történész, a Magyar Forradalom Történetének Dokumentációs és Kutatóintézete Közalapítvány (1956-os Intézet) főigazgatója
- Dr. Sárközy András matematikus, az MTA rendes tagja, az ELTE TTK Algebra és Számelmélet Tanszék egyetemi tanára
- Dr. Tulassay Zsolt orvos, akadémikus, egyetemi tanár
- Dr. Ungvári Tamás József Attila-díjas író, kritikus, műfordító, az irodalomtudomány doktora, nyugalmazott egyetemi tanár
- Dr. Závodszky Péter biofizikus, az MTA rendes tagja, az MTA Szegedi Biológiai Központ Enzimológiai Intézet igazgatója, kutatóprofesszor

### 2009
- Angyalosi Gergely, az irodalomtudomány kandidátusa, József Attila-díjas irodalomtörténész, kritikus, az MTA Irodalomtudományi Intézetének osztályvezetője; irodalomelméleti és történeti munkáiért, nagy hatású és sarkalatos jelentőségű francia teoretikusok (Barthes, Derrida) magyarországi meghonosításáért, kritikai esszéisztikájáért és vezető irodalombírálói munkásságáért, valamint kiváló tanári munkájáért
- Beke László, Munkácsy Mihály-díjas művészettörténész, a művészettörténeti tudomány kandidátusa, az MTA Művészettörténeti Kutatóintézetének igazgatója, a Magyar Képzőművészeti Egyetem címzetes egyetemi tanára; több évtizedes tudományos és művészetszervezői munkásságáért, a magyar művészet nemzetközi megismertetése érdekében végzett sokoldalú tevékenysége elismeréseként
- Boros Gábor filozófiatörténész, az MTA doktora, az ELTE BTK Újkori és Jelenkori Filozófiai Tanszékének tanszékvezető egyetemi tanára; a XVII. századi racionalista rendszerek nemzetközi színvonalú kutatásáért, a francia-magyar és a magyar-német filozófiai kapcsolatok előmozdításáért és a filozófiai oktatás terén végzett kiemelkedő tevékenységéért
- Csirik János, a matematikai tudomány doktora, a Szegedi Tudományegyetem Természettudományi és Informatikai Karának tanszékvezető egyetemi tanára; a számítástudomány alapjai és alkalmazásai terén végzett kiemelkedő jelentőségű kutatásaiért, a gyakorlatban is kiválóan hasznosítható eredményeiért és iskolateremtő munkásságáért
- Jánossy András, az MTA rendes tagja, a Budapesti Műszaki és Gazdaságtudományi Egyetem Fizikai Intézetének tanszékvezető egyetemi tanára; a kondenzált anyagok fizikája számos területén végzett, határainkon túl is elismert kutatásaiért, valamint a nemzetközi szintű mérnökfizikus-képzés létrehozása érdekében végzett meghatározó tevékenységéért
- Margócsy István József Attila-díjas irodalomtörténész, kritikus, az ELTE BTK tanszékvezető egyetemi tanára; a XIX. századi magyar irodalom történetét új megvilágításba helyező alapvető kutatásaiért, a műfajt megújító irodalombírálói munkásságáért, valamint jelentős tanári tevékenységéért
- Nagy Béla állatorvos, mikrobiológus, az MTA rendes tagja, az MTA Állatorvos-tudományi Kutatóintézet kutatóprofesszora; az emberekben és számos állatfajban gyakori emésztőszervi bántalmak kórokozóinak eddig nem ismert kórfejlődéstani és molekuláris biológiai tulajdonságainak felismeréséért, a kórokozók kimutatása módszertanának kidolgozásáért, új típusú, szabadalmi oltalmat kapott vakcinák előállításáért
- Nyíri János Kristóf filozófiatörténész, az MTA rendes tagja, a Budapesti Műszaki és Gazdaságtudományi Egyetem Műszaki Pedagógia Tanszékének egyetemi tanára; Wittgenstein és a nyelvfilozófia kutatása terén elért eredményeiért, a hazai és nemzetközi filozófiai kutatások és együttműködés előmozdításáért, valamint több évtizedes tudományszervezői tevékenységéért
- Palánkai Tibor, az MTA rendes tagja, a Budapesti Corvinus Egyetem Európai Tanulmányi és Oktatási Központja igazgatója, egyetemi tanár; a gazdasági unió, a gazdaságpolitikai koordináció, az integráció témakörében végzett tudományos kutatómunkájáért, nagy hatású nemzetközi oktatási és tudományos testületi tevékenységéért
- Pápay József olajmérnök, az MTA rendes tagja, a Miskolci Egyetem egyetemi tanára; a magyar kőolaj- és földgáztelepek hatékony kitermelésének és művelésének megalapozásáért, ezzel kapcsolatos gazdaságilag is eredményes magas műszaki színvonalú elemzési-tervezési innovációs tevékenységéért, a szakterület tudományos továbbfejlesztéséért, valamint a hazai szakember-utánpótlás neveléséért
- Penke Botond, az MTA rendes tagja, a Szegedi Tudományegyetem egyetemi tanára; a hazai peptid- és fehérjekutatás területén végzett, nemzetközileg is elismert munkásságáért, a Szegedi Tudományegyetem Proteomikai Laboratóriumának létrehozásáért, valamint több évtizedes eredményes oktatói tevékenységéért
- Petrányi Győző Állami díjas immunológus, az MTA rendes tagja, professor emeritus; a magyarországi szervtranszplantáció immunológiai feltételeinek megteremtéséért, a habituális, visszatérő vetélések megszüntetése érdekében kidolgozott hatékony immunoterápiás eljárás bevezetéséért
- Plesz Antal Ybl Miklós- és Steindl Imre-díjas építészmérnök; számos középület rekonstrukciós, rendezési tervéért, több évtizedes oktatói munkássága elismeréseként
- Sótonyi Péter az MTA rendes tagja, a Semmelweis Egyetem Igazságügyi Orvostani Intézetének egyetemi tanára, az Országos Igazságügyi Orvostani Intézet igazgatója; sikeres, nemzetközileg is elismert iskolateremtő kutatói, oktatói, vezetői és közéleti tevékenységéért, az igazságügyi orvostanban alkalmazott biológiai és nem biológiai anyagok kimutatására szolgáló eljárások kidolgozásáért
- Szendrei Janka zenetörténész, karnagy, a zenetudomány kandidátusa, az MTA Zenetudományi Intézetének osztályvezetője, a Liszt Ferenc Zeneművészeti Egyetem egyetemi tanára; a magyar népzene, a zenetörténet, a paleográfia és az európai gregorián kultúra kutatása terén végzett közel négy évtizedes munkássága, karnagyi tevékenysége elismeréseként
- Thomka Beáta, az irodalomtudomány doktora, a Pécsi Tudományegyetem BTK egyetemi tanára, a PTE Irodalomtudományi Doktori Iskola vezetője; iskolateremtő tanári tevékenységéért, irodalomelméleti és kritikusi munkásságáért, a modern irodalom- és művészelméleti szakirodalom magyar nyelvű gyűjteményeinek létrehozásában játszott alapvető szerepéért
- megosztott díj: az M0-s körgyűrű és kiemelten a Megyeri híd megvalósításában végzett tervezőmérnöki tevékenységéért Hunyadi Mátyás építőmérnök, a CÉH Tervező, Beruházó és Fejlesztő Zrt. hídtervezési igazgatója; Kisbán Sándor építőmérnök, a CÉH Tervező, Beruházó és Fejlesztő Zrt. híd szakági főmérnöke; Kőrösi Gábor építőmérnök, az UNITEF '83 Műszaki Tervező és Fejlesztő Zrt. irodaigazgatója.

### 2008

#### Széchenyi-nagydíj
- Lovász László állami díjas matematikus, az MTA rendes tagja, az Eötvös Loránd Tudományegyetem Matematikai Intézete egyetemi tanára, a diszkrét matematika, és az elméleti számítógép tudomány terén elért, világszerte kimagasló tudományos eredményeiért, négy évtizedes hazai és nemzetközi iskolateremtő oktatási és tudományszervezői tevékenységéért

#### Széchenyi-díj
- Bónis Ferenc, az MTA doktora, Erkel Ferenc-díjas zenetörténész, a Magyar Kodály Társaság és az Erkel Ferenc Társaság elnöke, a Liszt Ferenc Zeneművészeti Főiskola ny. tanára, a magyar zenetudomány fejlődése és ápolása - különös tekintettel Erkel Ferenc és Mosonyi Mihály műveinek megismertetése és népszerűsítése - érdekében végzett munkásságáért
- Gergely Pál István, az MTA levelező tagja, a Debreceni Egyetem Orvos- és Egészségtudományi Centruma tudományos elnökhelyettese, egyetemi tanár, a biokémiai és molekuláris biológiai sejtkutatás, valamint a hormonális szabályozás kérdéseinek vizsgálatában nemzetközileg is kiemelkedő tevékenységéért és az eredmények gyakorlati alkalmazásáért
- Gerő András történész, az MTA doktora, az Eötvös Loránd Tudományegyetem Bölcsészettudományi Kar Gazdaság- és Társadalomtörténeti Tanszéke tanszékvezető egyetemi tanára, az Osztrák–Magyar Monarchia, Közép-Európa története, polgárosodása terén végzett kutatásaiért, publikációs munkásságáért
- Dr.Gerszi Teréz Móra Ferenc-díjas művészettörténész, a művészettörténeti tudomány doktora, a Szépművészeti Múzeum főmúzeológusa, a Belga Királyi Akadémia tagja, a XVI-XVII. századi német és németalföldi grafika terén végzett több évtizedes tudományos munkássága, kiállításszervező és ismeretterjesztő tevékenysége elismeréseként
- Hetényi Magdolna geokémikus, az MTA rendes tagja, a Szegedi Tudományegyetem Természettudományi Kara tanszékvezető egyetemi tanára, a fosszilis energiahordozók képződésének elméleti és módszertani kutatásában, a folyamatok laboratóriumi modellezésében, a paleokörnyezet geokémiai rekonstrukciójában elért, nemzetközileg elismert tudományos eredményeiért
- Horváth Adrián építőmérnök, a FŐMTERV Zrt. szerkezettervezési igazgatója, a dunaújvárosi Duna-híd tervezéséért és a híd megvalósításában játszott meghatározó szerepéért
- Kálmán Erika vegyészmérnök, az MTA doktora, az MTA Kémiai Kutatóközpont Felületkémiai és Katalízis Intézete igazgatója, a Budapesti Műszaki és Gazdaságtudományi Egyetem egyetemi magántanára, új korróziós inhibitorok, diszpergáló szerek, vízkezelőszer-család, valamint az ipari hűtővízkörök komplex kezelésére alkalmas technológiák kifejlesztéséért
- Kenyeres Zoltán József Attila-díjas irodalomtörténész, az irodalomtudomány doktora, az Eötvös Loránd Tudományegyetem Bölcsészettudományi Kara egyetemi tanára, a XX. század, illetve a két világháború közötti magyar irodalom terén végzett irodalomtörténeti és irodalomelméleti munkásságáért
- Kiefer Ferenc nyelvész, az MTA rendes tagja, az MTA Nyelvtudományi Intézete ny. kutatóprofesszora, az elméleti és leíró nyelvészet terén elért, világszerte elismert eredményeiért, a nyelvtudomány egészére kiható újító munkásságáért, valamint a magyar és a nemzetközi tudományos közéletben játszott szerepéért
- Kovács László, az MTA rendes tagja, a Debreceni Egyetem Orvos és Egészségtudományi Centrum egyetemi tanára, iskolateremtő munkásságáért, az izomsejtek fiziológiás és kóros működésének megismerésében elért kiemelkedő eredményeiért
- Nagy Ferenc, a biológiai tudomány doktora, az MTA Szegedi Biológiai Központ Növénybiológiai Intézet igazgatóhelyettese, a fény és a belső biológiai óra szabályozta génkifejeződés molekuláris törvényszerűségeinek megismeréséhez hozzájáruló nemzetközileg is elismert munkásságáért, a növények növekedését és fejlődését meghatározó génkészlet módosításához szükséges biotechnológiai eljárások kifejlesztéséhez való hozzájárulásáért
- Schipp Ferenc, a matematikai tudomány doktora, az Eötvös Loránd Tudományegyetem Informatikai Kara egyetemi tanára, a hazai és a nemzetközi matematikai kutatások, illetve numerikus alkalmazások, valamint az ezekre épülő számítástechnikai algoritmusok területén elért eredményeiért, és a felsőoktatásban végzett kimagasló oktatói, iskolateremtő tevékenységéért
- Schuler Dezső, az orvostudomány doktora, a Semmelweis Egyetem Tűzoltó Utcai II. Sz. Gyermekgyógyászati Klinika ny. egyetemi tanára, professor emeritus, kiemelkedő gyógyító tevékenységéért, a gyermekkori leukémia és onkológiai hálózat kialakításáért és az orvosképzésben végzett több évtizedes tevékenységéért
- Szentes Tamás állami díjas közgazdász, az MTA rendes tagja, a Budapesti Corvinus Egyetem Közgazdaságtudományi Kar Világgazdasági Tanszék egyetemi tanára, professor emeritus, a világgazdaságtan - különösen a fejlődés-gazdaságtan - területén elért, nemzetközileg elismert kiemelkedő eredményeiért, az elmaradottság okainak feltárásáért, a hátrányok csökkentését célzó gazdaságpolitikák kidolgozásáért
- Szirmai Viktória szociológus, az MTA doktora, a Szent István Egyetem tanszékvezető egyetemi tanára, az MTA Szociológiai Kutatóintézet tudományos tanácsadója, a hazai településtudomány és környezetszociológia területén elért tudományos eredményeiért, nemzetközileg is elismert kiemelkedő munkásságáért
- Vámos Tibor állami díjas villamosmérnök, az MTA rendes tagja, az MTA Számítástechnikai és Automatizálási Kutatóintézet tudományos tanácsadója, az információs társadalom, az e-kormányzat, az állampolgári egységes azonosító politikai-gazdasági hatásának, módszertanának, eszközeinek kutatásában, jelentőségük kormányzati-társadalmi tudatosításában végzett úttörő szerepéért[19]

### 2007
- Ádám György, a Magyar Tudományos Akadémia rendes tagja, állami díjas orvos, pszichofiziológus, professor emeritus, a hazai korszerű agyélettani kutatás és oktatás, a pszichofiziológia meghonosításáért és magas szintű műveléséért, az elemi tanulási folyamatok élettani hátterének feltárásáért
- Blaskó Gábor kémikus, a Magyar Tudományos Akadémia levelező tagja, az EGIS Gyógyszergyár Rt. kutatási igazgatója, a Budapesti Műszaki és Gazdaságtudományi Egyetem Vegyészmérnöki Kar címzetes egyetemi tanára, a természetes anyagok kémiája területén végzett széles körű, nemzetközileg elismert kutatásaiért, eredményes gyógyszerfejlesztői és tudományszervezői tevékenységéért
- Bodnár György József Attila-díjas irodalomtörténész, az irodalomtudomány doktora, az Eötvös Loránd Tudományegyetem címzetes egyetemi tanára, a XX. századi magyar irodalom – elsősorban az elbeszélő magyar próza – korszerű törekvéseinek elemző összegzéséért és kimagasló tudományszervezői munkásságáért
- Bokor József villamosmérnök, a Magyar Tudományos Akadémia rendes tagja, a Budapesti Műszaki és Gazdaságtudományi Egyetem egyetemi tanára, a Számítástechnikai és Automatizálási Kutatóintézet tudományos igazgató-helyettese, kutatóprofesszor, a bonyolult, sokváltozós, nem arányos viselkedésű nagyrendszerek irányításában elért eredményeiért, nemzetközi elismertségű és a gyakorlatban kiválóan hasznosítható kutatásaiért
- Csiszár Imre matematikus, a Magyar Tudományos Akadémia rendes tagjának, az MTA Rényi Alfréd Matematikai Kutatóintézet kutatóprofesszora, az információelméletben és alkalmazásban elért, világszerte nagyra becsült eredményeiért, valamint az információelmélet oktatásában végzett iskolateremtő munkásságáért
- Dimény Imre agrárközgazdász, a Magyar Tudományos Akadémia rendes tagja, nyugalmazott egyetemi tanár, professor emeritus, az agrárinnováció, agrárgépészet, valamint a műszaki fejlesztés területén elért rendkívül eredményes munkássága elismeréseként
- Dobozy Attila bőrgyógyász orvos, a Magyar Tudományos Akadémia rendes tagja, a Szegedi Tudományegyetem egyetemi tanára, az experimentális dermatológia, ezen belül a dermatoimmunológia területén elért eredményeiért, a felsőoktatásban végzett vezetői, oktatói tevékenységéért, iskolateremtő munkásságáért
- Földényi F. László József Attila-díjas irodalomtörténész-esztéta, kritikus, a filozófiai tudomány kandidátusa, az Eötvös Loránd Tudományegyetem Bölcsészettudományi Kar Összehasonlító és Világirodalmi Tanszék egyetemi docense, nemzetközileg is elismert esszéírói tevékenységéért, egyetemes művészetelméleti munkásságáért
- Gallé László biológus, ökológus, a biológiai tudomány doktora, a Szegedi Tudományegyetem Természettudományi Kar Ökológiai Tanszék egyetemi tanára, a közösségszerveződés mechanizmusaira vonatkozó vizsgálataiért, a tájökológiában, a társas rovarok ökológiája tanulmányozásában nemzetközileg is elismert tudományos munkásságáért, oktatói és tudományszervezői tevékenysége elismeréseként
- Inzelt Péter mérnök-közgazdász, a műszaki tudomány kandidátusa, a Magyar Tudományos Akadémia Számítástechnikai és Automatizálási Kutatóintézete igazgatója, címzetes egyetemi tanár, a nemzetközi tudományos életben is nagyra becsült kutatóintézet irányításában alkalmazott úttörő módszereiért, a nagy gazdasági hasznot hozó kutatások összehangolásáért
- István Lajos, az orvostudomány kandidátusa, a Vas Megyei Markusovszky Kórház nyugalmazott vezető-főorvosa, címzetes egyetemi tanár, több évtizedes kiemelkedő, nemzetközileg is elismert gyógyító, oktató és tudományos, valamint példaértékű közéleti tevékenysége elismeréseként; a Haemoglobin Savaria felfedezéséért
- Kelemen János filozófus, a Magyar Tudományos Akadémia levelező tagja, az Eötvös Loránd Tudományegyetem Bölcsészettudományi Kar egyetemi tanára, az ELTE Filozófiai Intézete igazgatója, a nyelvfilozófia, a történelemfilozófia és az itáliai filozófiai gondolkodás fejlődésére irányuló tudományos munkásságáért, valamint a filozófiai közéletben kifejtett hazai és nemzetközi tevékenységéért
- Keserü Katalin Munkácsy Mihály-díjas művészettörténész, az Eötvös Loránd Tudományegyetem Bölcsészettudományi Kar Művészettörténeti Tanszék egyetemi docense, a századforduló és a XIX. század művészettörténeti kutatásaiért, a kortárs művészet népszerűsítését szolgáló kiállítások rendezéséért, egyetemi oktatói munkássága elismeréseként
- Komoróczy Géza, a nyelvtudomány kandidátusa, az Eötvös Loránd Tudományegyetem Bölcsészettudományi Kar Asszirológiai és Hebraisztikai Tanszék egyetemi tanára, a Magyar Tudományos Akadémia Judaisztikai Kutatócsoport vezetője, a hebraisztika és asszirológia keretében nemzetközileg is elismert tudományos eredményeiért, valamint e szakok hazai megalapozásáért és fejlesztéséért
- Major György meteorológus, a Magyar Tudományos Akadémia rendes tagja, az Országos Meteorológiai Szolgálat nyugalmazott munkatársa, nyugalmazott kutatóprofesszor, a meteorológia területén hosszú időn át végzett kiemelkedő szakmai és tudományos munkássága, különösen meteorológiai sugárzástani, illetve műholdas meteorológiai kutatásai, valamint oktatói tevékenysége elismeréseként
- Molnár Károly gépészmérnök, a műszaki tudomány doktora, a Budapesti Műszaki és Gazdaságtudományi Egyetem rektora, tanszékvezető egyetemi tanár, az egyidejű hő- és anyagátadás, a transzportelmélet, valamint az alkalmazott energetika területén nemzetközileg is elismert tudományos-közéleti munkásságáért, a magyar felsőoktatás megújításában végzett tevékenysége elismeréseként
- Simai Mihály közgazdász, a Magyar Tudományos Akadémia rendes tagja, az MTA Világgazdasági Kutatóintézete kutatóprofesszora, a világgazdasági fejlődés fő irányaira és szerkezeti változásaira vonatkozó tudományos eredményeiért, valamint egyetemi oktatói és iskolaalapítói munkásságáért
- Szőllősy András Kossuth-díjas zeneszerző, zenetörténész, Kiváló Művész, tanári, zenetudományi és zeneszerzői tevékenységéért, a magyar zene, a magyar kultúra gazdagításáért, terjesztéséért és elismertetéséért

### 2006
- Árkai Péter geológus, akadémikus, az MTA Geokémiai Kutatóintézete igazgatója, kutatóprofesszor a kis hőmérsékletű metamorfózis elvi, módszertani és regionális kutatásában elért, nagy nemzetközi elismerést szerzett tudományos eredményeiért, több évtizedes kutatásszervező és tudományos iskolateremtő munkájáért, az általa vezetett MTA Geokémiai Kutatóintézet korszerű kutatási irányainak kialakításában kifejtett meghatározó tevékenységéért
- Bacsó Béla esztéta, a filozófiatudomány doktora, az Eötvös Loránd Tudományegyetem tanszékvezető egyetemi tanára az esztétika és a hermeneutika témakörében megjelent köteteiért, művészetelmélet és -történet tárgykörében írt műveiért, nemzetközileg is elismert tudományos munkásságáért, kutatásaiért
- Czibere Tibor Kossuth-díjas gépészmérnök, akadémikus, a Miskolci Egyetem egyetemi tanára, professor emeritus mind a hazai, mind a külföldi ipari gyakorlatban évtizedek óta hasznosuló tudományos eredményeiért, nemzetközileg is elismert kutató, mérnökgenerációkat nevelő oktatói munkásságáért
- Dávidházi Péter irodalomtörténész, az irodalomtudomány doktora, az Eötvös Loránd Tudományegyetem Bölcsészettudományi Kar angol tanszéke egyetemi docense a XIX. századi kritikatörténeti, kultusztörténeti kutatásaiért, külföldön is számon tartott munkássága, oktatói tevékenysége elismeréseként
- Detrekői Ákos akadémikus, a Budapesti Műszaki és Gazdaságtudományi Egyetem egyetemi tanára a távérzékelés és a térinformatika területén végzett, nemzetközileg is elismert tudományos munkásságáért, oktatói és egyetemvezetői tevékenysége elismeréseként
- Falus András akadémikus, immunológus, a Semmelweis Egyetem Általános Orvostudományi Kar Genetikai, Sejt- és Immunbiológiai Intézet igazgatója, egyetemi tanár az immunológia és az orvosi molekuláris biológia számos területére kiterjedő, nemzetközileg is kiemelkedő színvonalú munkásságáért, példaértékű iskolateremtő és ismeretterjesztő tevékenységéért
- Fodor Géza, a filozófiai tudomány kandidátusa, Erkel Ferenc-díjas és Nádasdy Kálmán-díjas esztétának, dramaturgnak, az Eötvös Loránd Tudományegyetem Bölcsészettudományi Kar egyetemi docense, a Holmi Szerkesztősége szerkesztője sokoldalú, kimagasló zenetörténeti, filozófiai és kritikai munkásságáért
- Hankiss Elemér szociológus, az irodalomtudomány doktora nemzetközileg is számon tartott irodalomelméleti, értékszociológiai és politikaszociológiai kutatásaiért, kultúrtörténeti életművéért
- Harnos Zsolt matematikus, akadémikus, a Szent István Egyetem rektorhelyettese, tanszékvezető egyetemi tanára a tudományos utánpótlás nevelésében, az élettudományi doktori iskolák létrehozásában és szervezésében kifejtett iskolateremtő tevékenysége, az egyetemi informatikai infrastruktúra-fejlesztés, valamint az oktatás területén végzett magas színvonalú és példaértékű munkássága elismeréseként
- Kunszt György, a műszaki tudomány doktora, a Budapesti Műszaki és Gazdaságtudományi Egyetem Építészmérnöki Kar címzetes egyetemi tanára rendkívül szerteágazó és elmélyült munkásságáért, építészetelméleti írásaiért
- Litván György történész, a történelemtudomány doktora, az Eötvös Loránd Tudományegyetem Szociológiai Intézete nyugalmazott egyetemi tanára történelmi kutatásaiért, az 1956-os forradalom és szabadságharc hátterének, társadalmi hatásainak széles körű megismertetése érdekében végzett munkássága elismeréseként
- Messmer András kémikus, a kémiai tudomány doktora, az Eötvös Loránd Tudományegyetem Természettudományi Kar címzetes egyetemi tanára, az MTA Kémiai Kutatóközpont Kémiai Intézete nyugalmazott tudományos tanácsadója az elméletileg megalapozott, kvantumkémiai elvekre épülő szerves kémia és a szerves kémiai folyamatok korszerű értelmezésének hazai elterjesztésében játszott úttörő szerepéért, a heterociklusos és a szénhidrát-kémia területén elért nemzetközileg elismert eredményeiért, az irányításával kidolgozott új kémiai átalakításokért, új gyógyhatású vegyületek felismeréséért
- Mosonyi Emil Kossuth-díjas víz-építőmérnök, akadémikus, professor emeritus világszerte elismert szerteágazó és sokoldalú mérnöki munkásságáért, egyedülálló és páratlan tudományos és oktatói tevékenységéért
- Nagy János, a mezőgazdasági tudomány doktora, a Debreceni Egyetem rektora, tanszékvezető egyetemi tanára a fenntartható növénytermesztési módszerek többtényezős komplex fejlesztése terén kifejtett nemzetközileg is széleskörűen elismert kutatási tevékenységéért, a vállalatokkal szoros együttműködésben végzett rendkívül eredményes fejlesztési munkásságáért
- Perneczky Géza művészettörténész, képzőművész, író modern művészetszemléletünket megalapozó, alapvető jelentőségű tanulmányaiért, nemzetközileg is elismert példaértékű munkásságáért
- Szabad György történész, akadémikus, nyugalmazott egyetemi tanár, professor emeritus a szakszerű magyar történetírás megújításában való tevőleges részvételéért, a magyarországi újkorkutatás legjobb hagyományait követő munkásságáért, életműve elismeréseként
- Szegedi Gyula immunológus, akadémikus, a Debreceni Egyetem Általános Orvostudományi Kar III. számú Belgyógyászati Klinika egyetemi tanára a klinikai immunológia művelése, oktatása területén végzett iskolateremtő tevékenységéért, nemzetközileg is elismert tudományos, gyógyítói és oktatói munkásságáért
- Szelényi Iván szociológus, akadémikus, a Yale Egyetem tanszékvezető professzora nemzetközileg is nagyra becsült és számon tartott tevékenységéért, a magyar társadalomkutatásban végzett tudományos munkásságáért, a világ számos országában publikált könyveiért és tanulmányaiért
- Totik Vilmos matematikus, akadémikus, a Szegedi Tudományegyetem Bolyai Intézete tanszékvezető egyetemi tanára a matematikai analízis területén, elsősorban az approximációelméletben és a potenciálelméletben elért tudományos áttörést jelentő eredményeiért, világhírű elméleteiért, valamint kiemelkedő színvonalú oktatói tevékenységéért
- Ujfalussy József Kossuth-díjas zenetörténész, zeneesztéta, akadémikus fáradhatatlan zenetudományi, zeneesztétikai munkásságáért, kutatásaiért – különös tekintettel Mozart és Liszt zenei örökségére –, felbecsülhetetlen értékű pedagógiai tevékenységéért, nemzetközileg is nagyra becsült életműve elismeréseként

A Széchenyi-díjat megosztva kapta
- Katona Ferenc Állami Díjas fejlődésneurológus, az orvostudomány doktora, a Svábhegyi Állami Gyermekgyógyintézet címzetes egyetemi tanára és
- Kullmann Lajos, az orvostudomány kandidátusa, az Országos Orvosi Rehabilitációs Intézet főigazgató főorvosa, címzetes egyetemi tanár a magyar rehabilitáció terén kifejtett tevékenységük, kutatásaik és nemzetközileg is nagyra becsült gyógyító és oktatói tevékenységük elismeréseként

### 2005
- Bach Iván, a műszaki tudomány kandidátusa, nyugalmazott egyetemi docens, a számítástudomány elméleti alapjainak oktatásában és alkalmazásában végzett több évtizedes úttörő tevékenységéért, valamint a „Formális nyelvek” című közelmúltban megjelent könyvéért
- Bartók Mihály kémikus, az MTA rendes tagja, a Szegedi Tudományegyetem egyetemi tanára, az MTA-SZTE Organikus Katalízis Kutatócsoport vezetője, professor emeritus a heterogén katalízis sztereokémiájának kutatásában elért nemzetközileg elismert eredményeiért, iskolateremtő tevékenységéért, tudományos és oktatói életműve elismeréseként
- Fehér Márta filozófus, a filozófiai tudomány doktora, a Budapesti Műszaki és Gazdaságtudományi Egyetem Gazdaság- és Társadalomtudományi Kar egyetemi tanára a modern tudománytörténet kialakulásának és fejlődésének történeti értelmezéséért
- Fésüs László biokémikus, orvos, sejtbiológus, az MTA rendes tagja, a Debreceni Egyetem Orvos- és Egészségtudományi Centrum Biokémiai és Molekuláris Biológiai Intézete igazgatója a sejtélettan területén nemzetközileg is kiemelkedő munkásságáért, a programozott sejthalál mechanizmusának feltárásáért, továbbá sikeres gyógyszer- és diagnosztikum fejlesztési tevékenységéért és fehérjekutatásban elért eredményeiért
- Freund Tamás neurobiológus, az MTA levelező tagja, az MTA Kísérleti Orvostudományi Kutatóintézet igazgatója, kutatóprofesszor az agy alapvető működésében, a memóriatárolásban és az érzelemvilág befolyásolásában fontos szerepet játszó ideghálózatok működési elveinek feltárásában tett alapvető felfedezéseiért és a szervezetben is előforduló marihuánához hasonló anyag érzékelő receptorainak felfedezéséért
- Götz Gusztáv, a földrajztudomány doktora, meteorológus, az Országos Meteorológiai Szolgálat nyugalmazott elnökhelyettese, a káoszelmélet légköri kapcsolatainak elemzése terén végzett tudományos munkásságáért
- Hermecz István, a kémiai tudomány doktora, a Chinoin Gyógyszergyár Rt. Preklinikai fejlesztésvezetője kiemelkedően jelentős gazdasági eredményt biztosító, nemzetközileg elismert gyógyszerkutatási munkájáért és több évtizedes magas szintű tudományszervező és iskolateremtő tevékenységéért
- Horváth Gyula, a közgazdaságtudomány doktora, az MTA Regionális Kutatások Központja főigazgatója a magyar regionális tudomány nemzetközi szintű elméleti fejlesztésében és gyakorlati alkalmazásában elért kimagasló eredményeiért, jelentős tudományos és publikációs tevékenységéért
- Kárpáti János, a zenetudomány doktora, Erkel Ferenc-díjas zenetörténész, a Liszt Ferenc Zeneművészeti Egyetem címzetes egyetemi tanára, könyvtárigazgató a zenetudomány élvonalában rendkívüli jelentőséggel bíró publikációiért, különös tekintettel Bartók Béla műveinek és alkotói módszerének megvilágosító elemzéseiért, valamint a távol-keleti zene kutatásában elért eredményeiért
- Nagy István, az MTA rendes tagja, a Budapesti Műszaki és Gazdaságtudományi Egyetem tudományos tanácsadója, professor emeritus több évtizedes kimagasló színvonalú oktatási és nagy jelentőségű ipari kutatófejlesztő tevékenységének, valamint a teljesítményelektronikai berendezések kaotikus viselkedésének úttörő jellegű kutatásában elért elméleti eredményei elismeréseként
- Néray Katalin Munkácsy Mihály-díjas művészettörténész, a Kortárs Művészeti Múzeum igazgatója a modern művészet rendkívül színvonalas bemutatásáért és nemzetközi elismertetéséért, a kortárs múzeum létrehozása és működtetése érdekében végzett tevékenységéért
- Radnóti Sándor, a filozófiai tudomány doktora, József Attila-díjas esztéta, kritikus, az Eötvös Loránd Tudományegyetem Esztétikai Tanszék egyetemi tanára a XX. századi magyar irodalmi hagyomány kritikai értelmezéséért, a művészetkritika, különösképpen az irodalomkritika filozófiai és irodalomelméleti megalapozását szolgáló munkásságáért
- Romics László belgyógyász szakorvos, az MTA rendes tagja, a Semmelweis Egyetem Kútvölgyi Klinikai Tömb főigazgatója, egyetemi tanár, több évtizedes kimagasló iskolateremtő, oktatói, a felsőoktatásban, orvosképzésben kifejtett, valamint tudományos munkássága, az anyagcsere betegségek és az érelmeszesedés kutatása, a népbetegségek elleni küzdelemben elért eredményei, tudományos közéleti tevékenysége elismeréseként
- Romsics Ignác történész, az MTA levelező tagja, az ELTE Bölcsészettudományi Kar Új és Legújabb-kori Magyar Történeti Tanszék egyetemi tanára a XX. század magyar történelmének kutatásáért és feldolgozásáért, gazdag publikációs és oktatói tevékenységéért
- Sárosi Bálint, a zenetudomány doktora, Erkel Ferenc-díjas népzenekutató, címzetes egyetemi tanár, az MTA Zenetudományi Intézete nyugalmazott osztályvezetője a népzenekutatásban kissé háttérbe szorult hangszeres népzene és népi hangszerek arzenáljának feltérképezése, kutatása, gyűjtése, rendszerezése terén végzett hiteles, tudományos és alapvető tevékenységéért, amely nélkül nem jöhetett volna létre a táncház-mozgalom népi zenélési reneszánsza sem
- Szaxon József Attila mezőgazdasági gépészmérnök, a bábolnai IKR Termelésfejlesztési és Kereskedelmi Rt. elnök-vezérigazgatója a növénytermesztés innovatív fejlesztésében, az integrált komplex termelési rendszerek bevezetésében elért, széles körben hasznosuló eredményeiért
- Szász Domokos matematikus, az MTA rendes tagja, a Budapesti Műszaki és Gazdaságtudományi Egyetem Természettudományi Kar egyetemi tanára, a Matematikai Intézet igazgatója, aki nemzetközileg is erős tudományos iskolát hozott létre a statisztikus mechanika témakörében, kiemelkedő eredményeket ért el a sztochasztikus folyamatok és a dinamikai rendszerek elméletében, valamint az ergodelméletben
- Varga János levéltáros, az MTA rendes tagja, a Magyar Országos Levéltár nyugalmazott főigazgatója, címzetes egyetemi tanár kimagasló XIX. századi társadalomtörténeti kutatásaiért és feldolgozásaiért
- Vizkelety András az MTA levelező tagja, irodalomtörténész, filológus, címzetes egyetemi tanár a középkori irodalmi kultúra emlékeinek magas szintű tudományos feltárásáért, a német és latin nyelvű szöveghagyomány publikálásáért és tudományos elemzéséért

A Széchenyi-díjat megosztva kapta
- Demetrovics János matematikus, az MTA rendes tagja, az MTA Számítástechnikai és Automatizálási Kutatóintézet Informatikai Főosztályának vezetője és
- Katona Gyula matematikus, az MTA rendes tagja, az MTA Rényi Alfréd Matematikai Kutatóintézet igazgatója az adatbázisok elméletében elért, nemzetközileg is jelentős, iskolateremtő eredményeikért

### 2004
- Almási Miklós, az MTA rendes tagja, József Attila-díjas esztéta, filozófus, az Eötvös Loránd Tudományegyetem egyetemi tanára a magyar filozófiai és esztétikai szakirodalom kiváló műveléséért, műelemzéseiért, színház-, film- és irodalomkritikai munkásságáért, valamint az esztétika oktatásának megszilárdításában és kiszélesítésében végzett tevékenységéért
- Daróczy Zoltán, az MTA rendes tagja, a Debreceni Egyetem Matematikai és Informatikai Intézet egyetemi tanára a függvényegyenletek és egyenlőtlenségek elméletében és alkalmazásaiban elért nemzetközileg is elismert eredményeiért, valamint a debreceni analízis iskola létrehozásában és vezetésében végzett példamutató munkájáért
- Dobszay László, a zenetudomány kandidátusa, Erkel Ferenc-díjas zenetörténész, a Liszt Ferenc Zeneművészeti Egyetem egyetemi tanára, az MTA Zenetudományi Intézete osztályvezetője a magyar és a nemzetközi zenetudomány és zenei praxis mindennapi alkalmazásában végzett eredeti és kimagasló munkásságáért, zeneelméleti, pedagógiai iskolateremtő tevékenységéért.
- Herman József, az MTA rendes tagja, professor emeritus, az Eötvös Loránd Tudományegyetem nyugalmazott egyetemi tanára nyelvtudományi területen nemzetközileg elismert, évtizedeken át végzett tudományos tevékenységéért
- Kántor Lajos, József Attila-díjas irodalomtörténész, kritikus, esszéíró, az MTA doktora a XX. századi erdélyi irodalom fejlődéstörténetét és jelentős alakjait elemző (Szilágyi Domokos, Szabédi László) irodalomtörténeti munkásságáért, a Korunk című folyóirat szerkesztéséért, az erdélyi magyar szellemi életben betöltött szerepéért
- Keviczky László, az MTA rendes tagja, az MTA alelnöke, az MTA Számítástechnikai és Automatizálási Kutatóintézete kutatóprofesszora, egyetemi tanára az irányításelmélet és szabályozástechnika terén elért nemzetközileg is kiemelkedő elméleti és gyakorlati hasznot hozó kutatási eredményeiért, iskolateremtő tudományos és oktató munkásságáért
- Körner Éva, a művészettörténeti tudomány kandidátusa, művészettörténésze kiemelkedő tudományos, a magyar művészettörténetet megújító tevékenységéért
- Kürti Sándor, a KÜRT Computer Rendszerház Rt. vezérigazgatója a számítógépes adatmentési technológia terén elért, nemzetközileg is elismert eredményeiért
- Ludassy Mária, a filozófiai tudomány doktora, filozófiatörténész, az Eötvös Loránd Tudományegyetem egyetemi tanára a francia felvilágosodás és a francia forradalom eszmetörténete terén végzett kutatói és tudományos munkásságáért
- Magyar Kálmán, az MTA rendes tagja, a Semmelweis Egyetem Gyógyszerhatástani Intézet nyugalmazott egyetemi tanára, orvos, professor emeritus a gyógyszerbiokémia és farmakokinetika terén kifejtett iskolateremtő munkásságáért, a farmakoterápiában nagy jelentőségű eredeti magyar gyógyszerek kifejlesztésében végzett, nemzetközileg is kiemelkedő kutató munkájáért
- Meggyesi Tamás Ybl Miklós-díjas építész, a műszaki tudomány doktora, a Budapesti Műszaki és Gazdaságtudományi Egyetem egyetemi tanára a településtervezés, a településfejlesztés és a települési értékek feltárásának területén végzett magas szintű tudományos, oktatói, valamint publikációs tevékenysége elismeréseként
- Pálinkás Gábor, az MTA rendes tagja, az MTA Kémiai Kutatóközpont főigazgatója, egyetemi magántanár a folyadékok szerkezetének kísérleti és elméleti módszerekkel történő meghatározásában elért kimagasló eredményeiért és a nemzetközileg is elismert hazai tudományos iskola létrehozásáért
- Réz Pál József Attila-díjas irodalomtörténész, műfordító, a Holmi főszerkesztője az utolsó évtizedek hazai irodalmában rendkívüli súlyú szerkesztői tevékenységéért, a magyar klasszikusok kritikai kiadásaiért, továbbá nagyon jelentős kritikai munkásságáért
- Spät András, az MTA rendes tagja, orvos, a Semmelweis Egyetem Általános Orvostudományi Kar Élettani Intézete igazgató egyetemi tanára nemzetközileg kiemelkedő tudományos munkásságért, kiváló oktató és iskolateremtő, valamint kiterjedt és értékes tudománypolitikai és tudományos közéleti tevékenysége elismeréseként
- Török Endre irodalomtörténész, az irodalomtudomány doktora, az Eötvös Loránd Tudományegyetem nyugalmazott egyetemi tanára, a Pázmány Péter Katolikus Egyetem vendégprofesszora az orosz irodalomtörténet, a Tolsztoj-életmű és az orosz vallásfilozófia kutatása terén elért eredményeiért, könyveiért, tudósnemzedékek felneveléséért
- Várallyay György, az MTA rendes tagja, az MTA Talajtani és Agrokémiai Kutatóintézet kutatóprofesszora, egyetemi tanár a talajtermékenység fenntartásáért, az országos talajtérképezés nemzetközileg is elismert kidolgozásáért
- Várnai Györgyi, a Magyar Nagylexikon Kiadó Rt. elnök-vezérigazgatója A Pallas nagy lexikona után több mint 100 évvel az első önálló magyar nagylexikon létrehozásáért és szerkesztéséért
- Verő József, az MTA rendes tagja, a Nyugat-magyarországi Egyetem egyetemi tanára, az MTA Földtudományi Kutatóközpont Geodéziai és Geofizikai Intézete kutatóprofesszora a magnetoszférakutatás terén a geomágneses pulzációk vizsgálatával elért nemzetközileg kiemelkedő eredményeiért, amelyekkel összefüggéseket állapított meg a bolygóközi tér és a földi magnetoszféra paraméterei között, továbbá soproni tudományos iskolateremtő és tudományos közéleti munkássága elismeréseként.
- Vékás Lajos, az MTA rendes tagja, az Eötvös Loránd Tudományegyetem Polgári Jogi Tanszék egyetemi tanára a polgári jog és a nemzetközi magánjog területén megjelent értékes monográfiáiért és tanulmányaiért, az ELTE és a Collegium Budapest rektoraként kifejtett iskolateremtő munkájáért, valamint a magánjog kodifikációjának elméleti irányítójaként és gyakorlati szervezőjeként végzett tevékenységéért

A Széchenyi-díjat megosztva kapta
- Balogh Csaba, a KITE Mezőgazdasági Szolgáltató és Kereskedelmi Rt. elnöke és
- Búvár Géza, a KITE Mezőgazdasági Szolgáltató és Kereskedelmi Rt. vezérigazgatója a magyar növénytermesztés komplex fejlesztésében és a KITE keretében kifejtett több évtizedes különösen eredményes innovációs munkájukért
- Mahunka Sándor zoológus, az MTA levelező tagja, a Magyar Természettudományi Múzeum főigazgató-helyettese és
- Papp László zoológus, az MTA rendes tagja, a Magyar Természettudományi Múzeum kutatóprofesszora, az MTA-MTM Állatökológiai Kutatócsoport vezetője a zoológia és az állatökológia területén nemzetközileg is kimagasló kutatói és rendszerező munkásságukért

## Külső hivatkozások
- A Széchenyi-díjról szóló törvény
- A korábbi tudományos kitüntetések[halott link]